# Triển lãm mô tô Geneva
Triển lãm mô tô Geneva (tiếng Anh: Geneva International Motor Show, tiếng Pháp: Salon international de l'automobile de Genève) là một triển lãm tổ chức tháng 3 hàng năm tại thành phố Genève, bang Genève của Thụy Sĩ. Triển lãm được tổ chức tại Palexpo, một trung tâm hội nghị nằm cạnh Sân bay Quốc tế Geneva. Salon được tổ chức bởi OICA, và được coi là một triển lãm ô tô quốc tế quan trọng.

## Lịch sử

### Thập niên 2010

#### Triển lãm mô tô Geneva 2019
Triển lãm mô tô Geneva 2019 là triển lãm lần thứ 89, được tổ chức từ ngày 7 đến 17 tháng 3 năm 2019.
Các dòng xe mới
- Abarth 595 Esseesse
- Abarth 124 Rally Tribute
- Aiways U5 Ion
- Alfa Romeo Giulia "Alfa Romeo Racing"
- Alfa Romeo Stelvio "Alfa Romeo Racing"
- Aston Martin RB003
- Aston Martin Valkyrie
- Audi SQ5 TDI
- Audi R8 V10 Decennium
- BAIC Arcfox-GT Street
- Bentley Bentayga Speed
- Bentley Continental GTC
- Bentley Continental GT Number 9 Edition
- BMW 330e
- BMW Série 3 Touring
- BMW X3 M
- BMW X4 M
- Bugatti La Voiture Noire
- Dacia Duster Techroad
- Ferrari F8 Tributo
- Ford Focus ST
- Ford Mondeo SW Hybrid
- Ginetta Akula
- Hispano Suiza Carmen
- Hispano Suiza Maguari HS1 GTC
- Kia e-Soul
- Koenigsegg Jesko
- Lamborghini Aventador SVJ Roadster
- Lamborghini Huracán
- Lamborghini Huracán Spyder
- Mazda 3 IV
- Mazda CX-30
- Mazda MX-5
- Mercedes-AMG GT R Roadster
- Mercedes CLA II
- Mercedes-Benz CLA Shooting Brake
- Morgan Plus 6
- Peugeot 208 II
- Piëch GT Mk0[1]
- Pininfarina Battista
- Puritalia Berlinetta[2]
- Polestar 2
- Porsche 911 cabriolet
- Porsche Cayenne Coupé
- Renault Clio V
- RG Nathalie
- Škoda Kamiq
- Škoda Scala
- SsangYong Korando IV
- SsangYong Musso Grand
- Toyota Aygo x-cite et x-style
- Toyota Supra (2019)
- VinFast LUX V8[3]
- Volkswagen T-Roc R
- Volkswagen Touareg V8 TDI

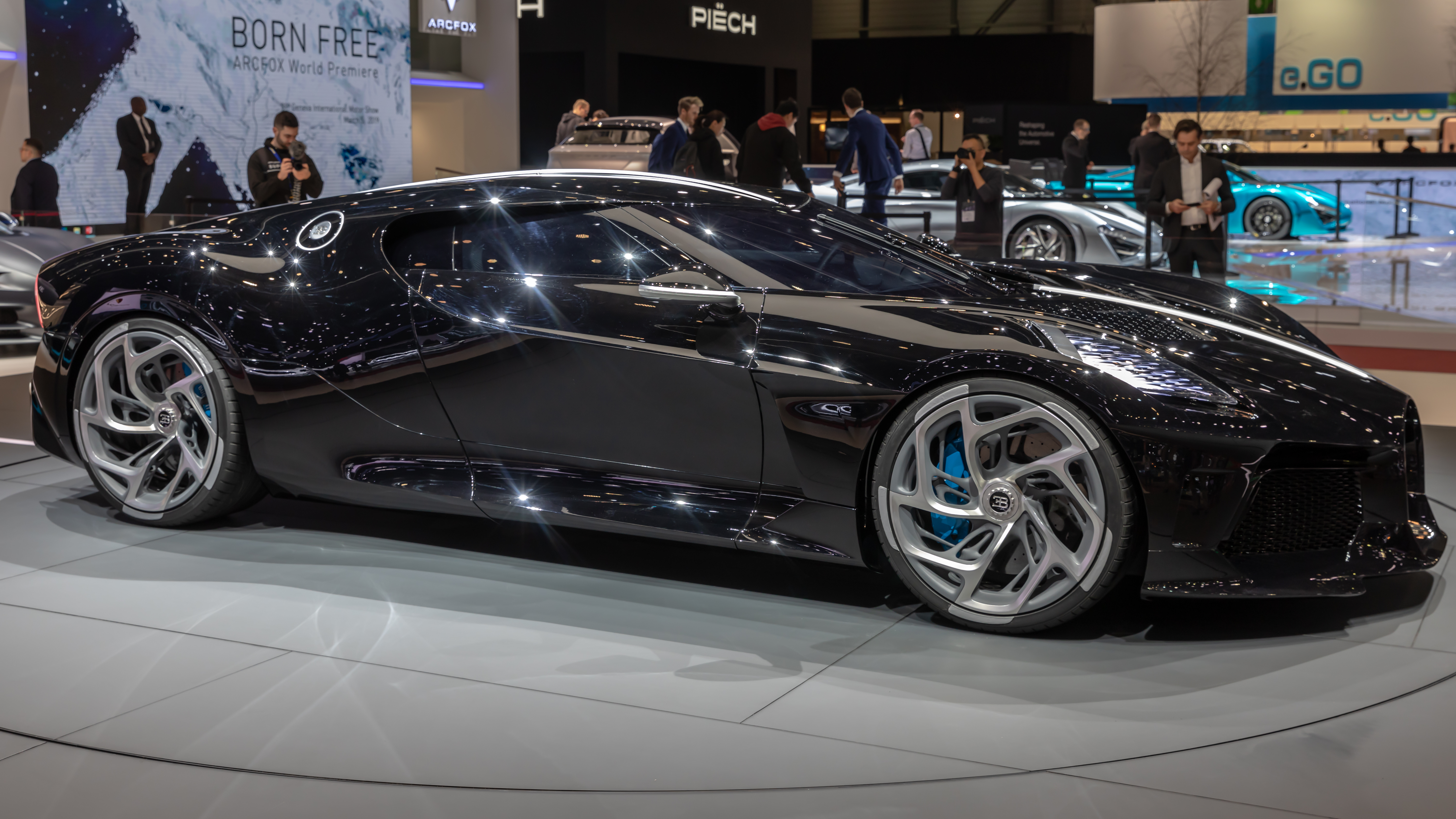
Bugatti La Voiture Noire, xe độc nhất và giá bán cao nhất 2019
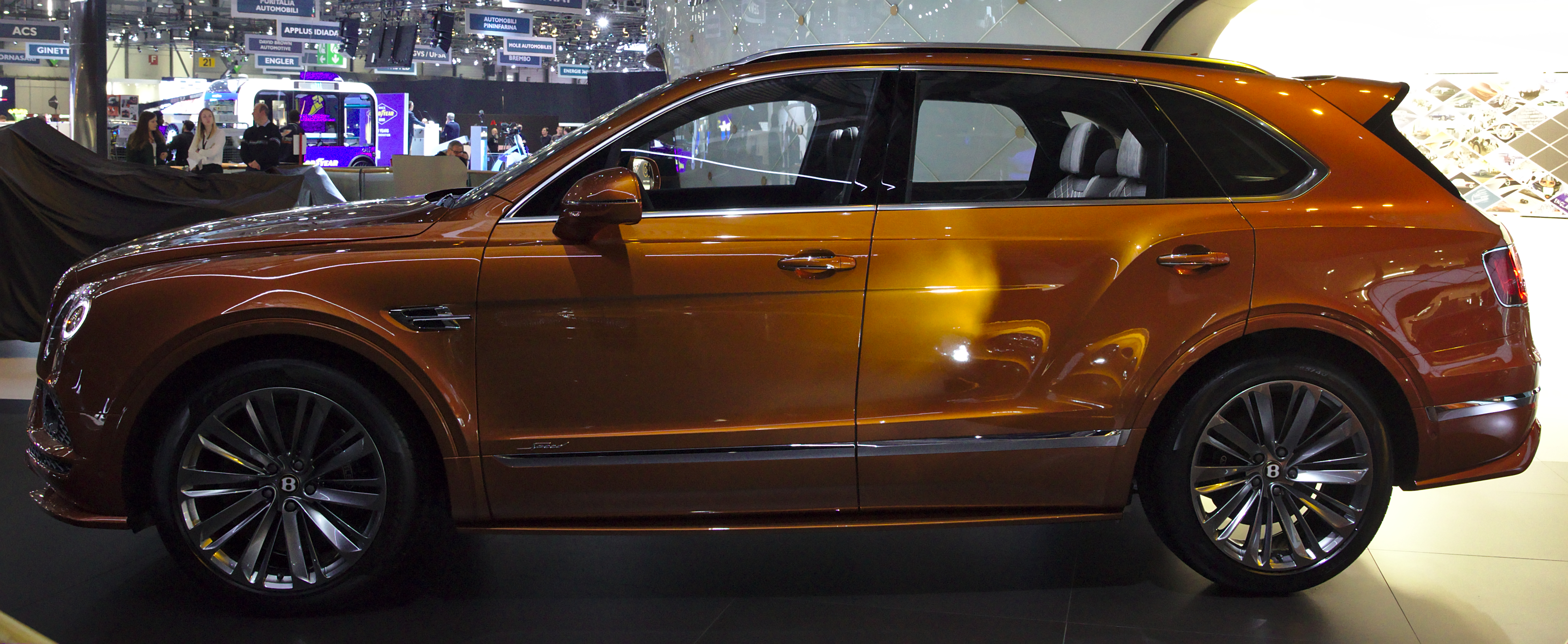
Bentley Bentayga Speed xe SUV nhanh nhất
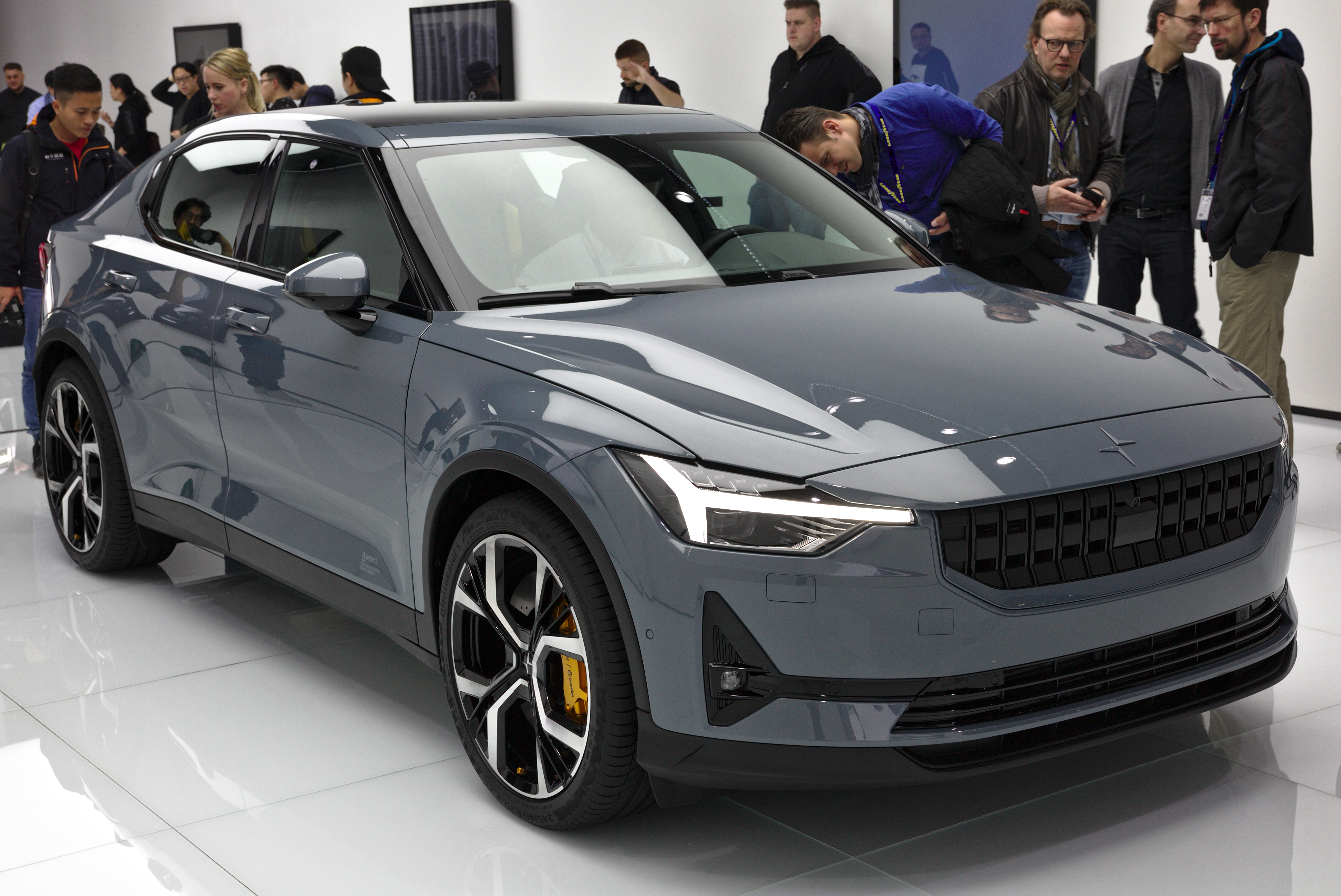
Fastback điện Polestar 2 thuộc Volvo
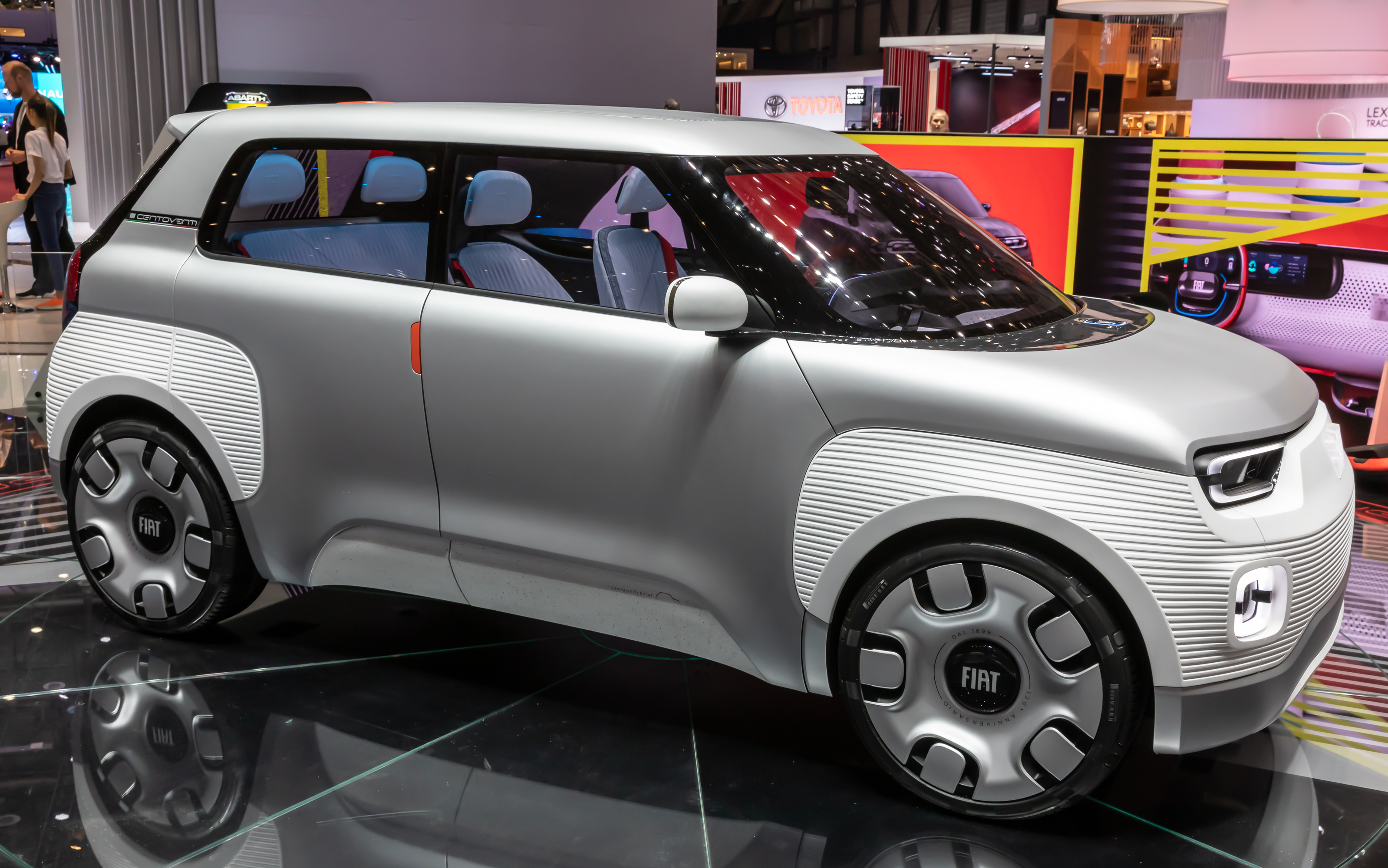
Xe điện Fiat Centoventi
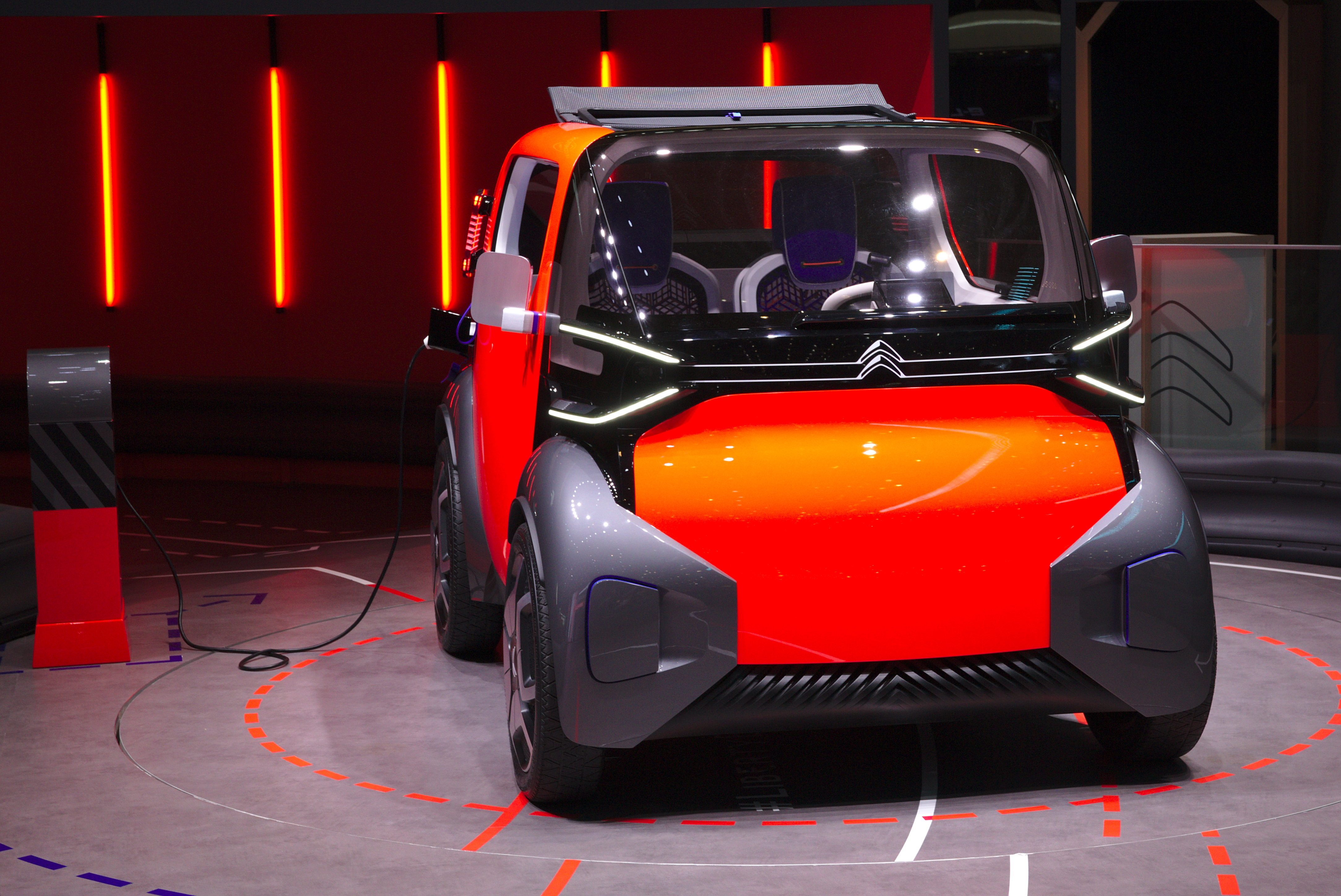
Xe điện concept Citroën Ami One
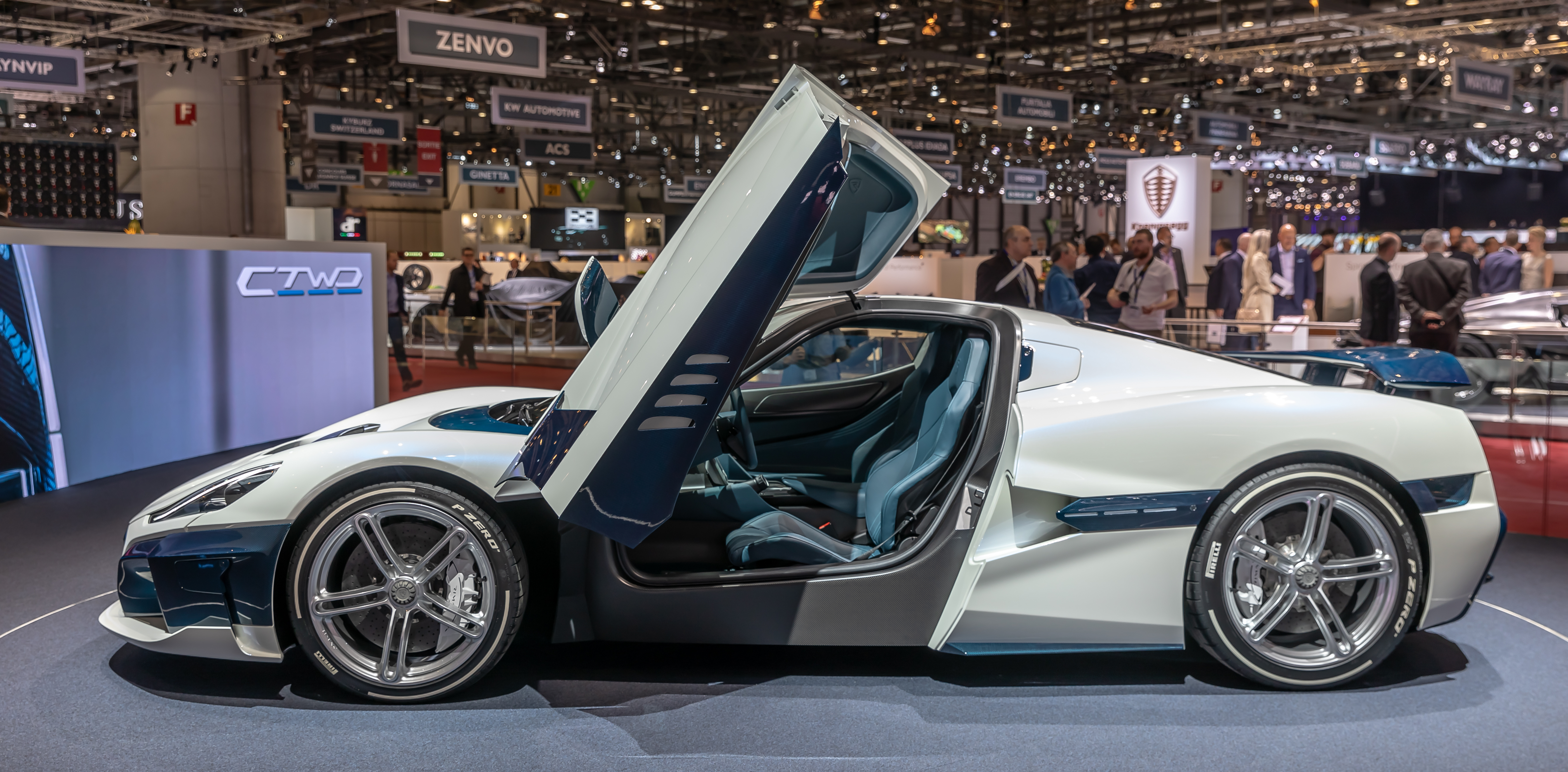
Rimac C Two xe điện 1914 mã lực
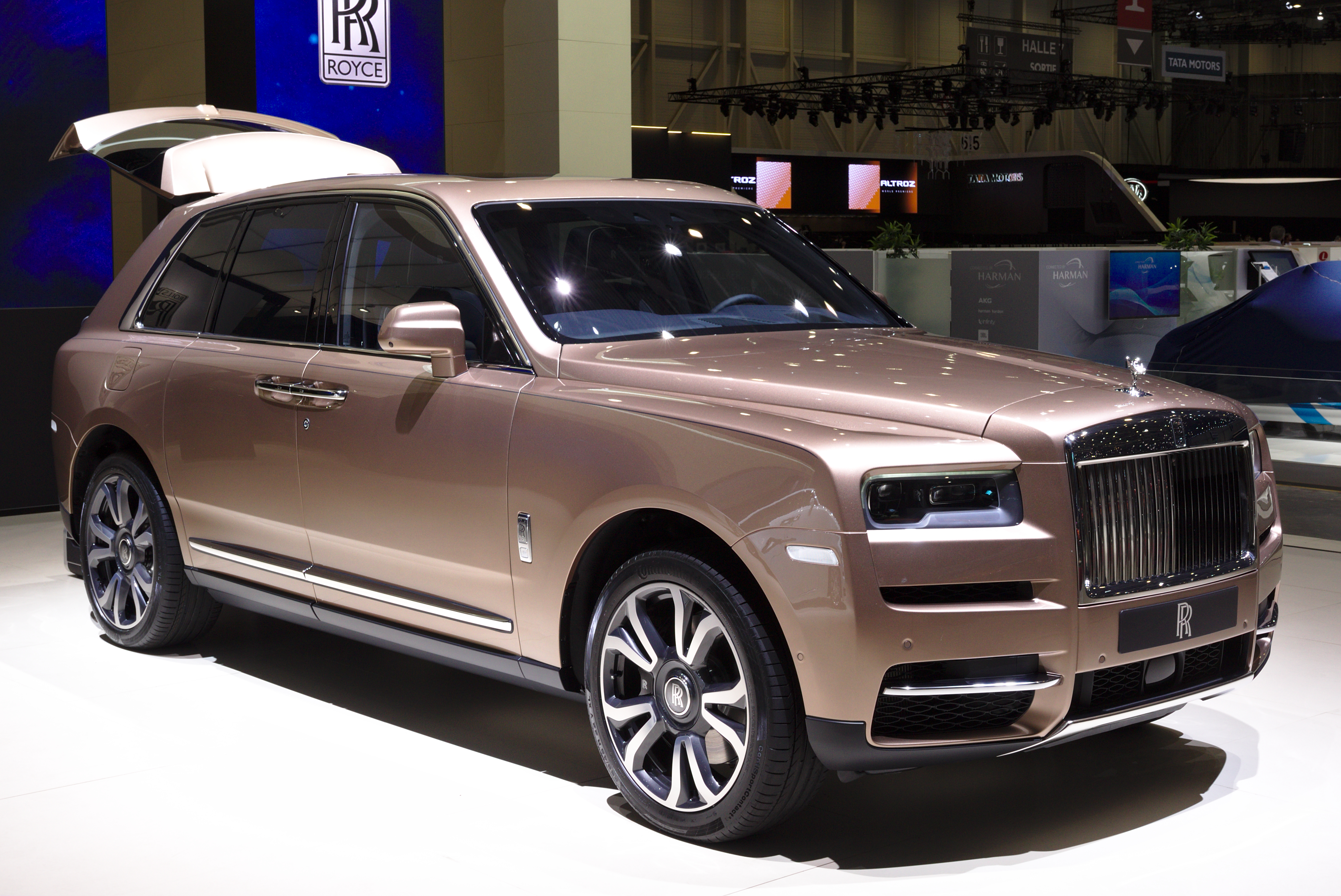
Rolls-Royce Cullinan
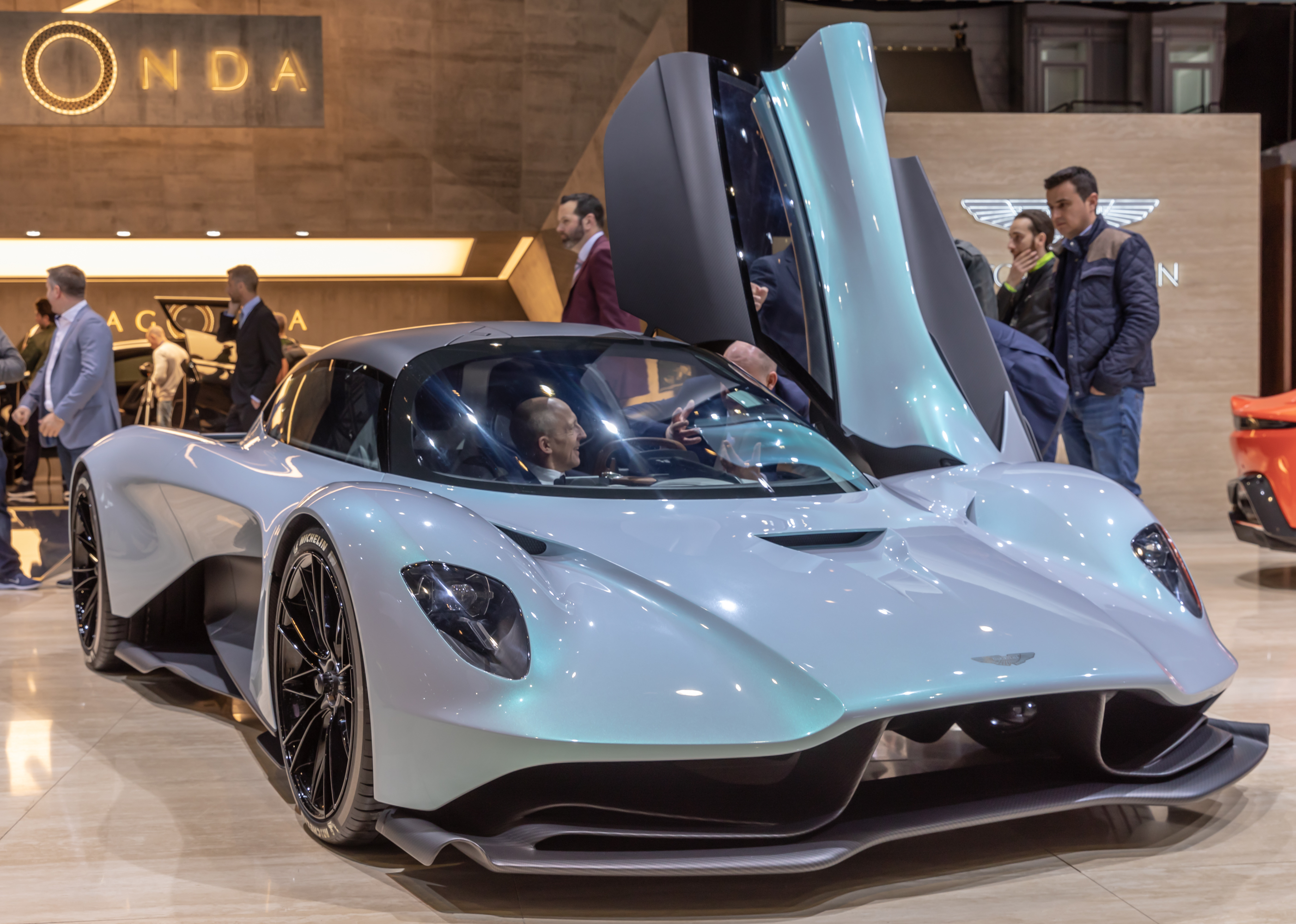
Aston Martin AM-RB 003
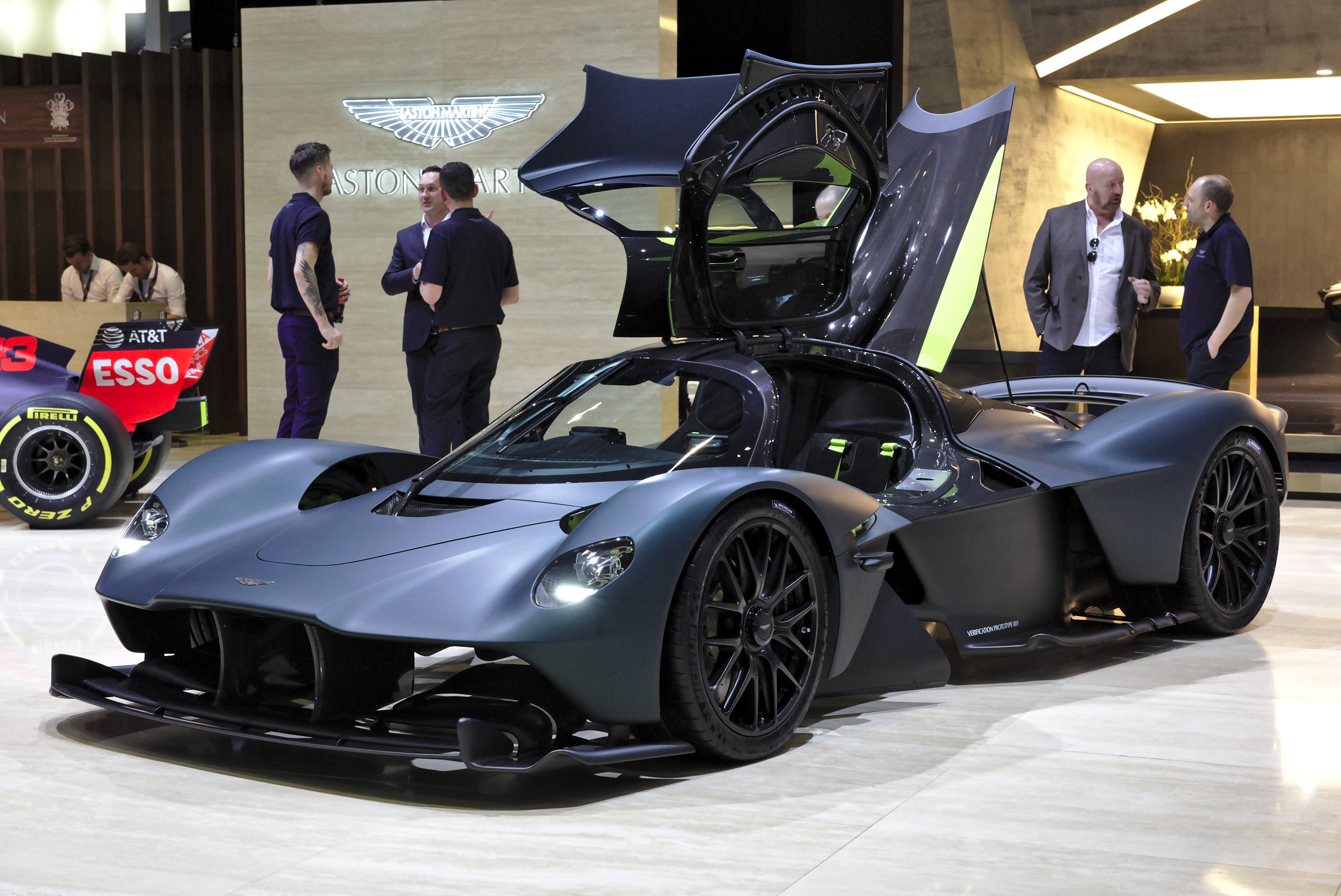
Aston Martin Valkyrie
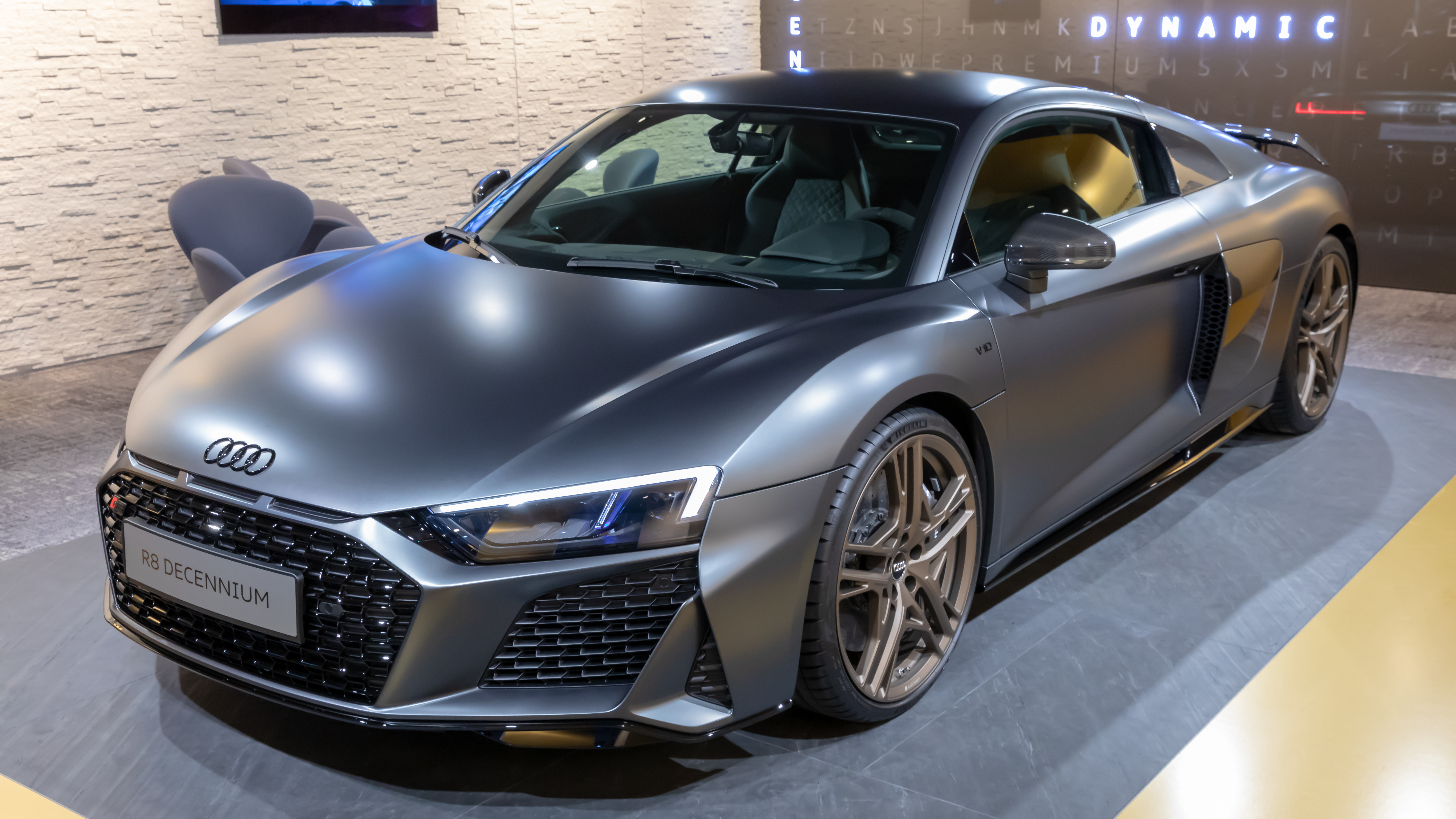
Audi R8 V10 Decennium
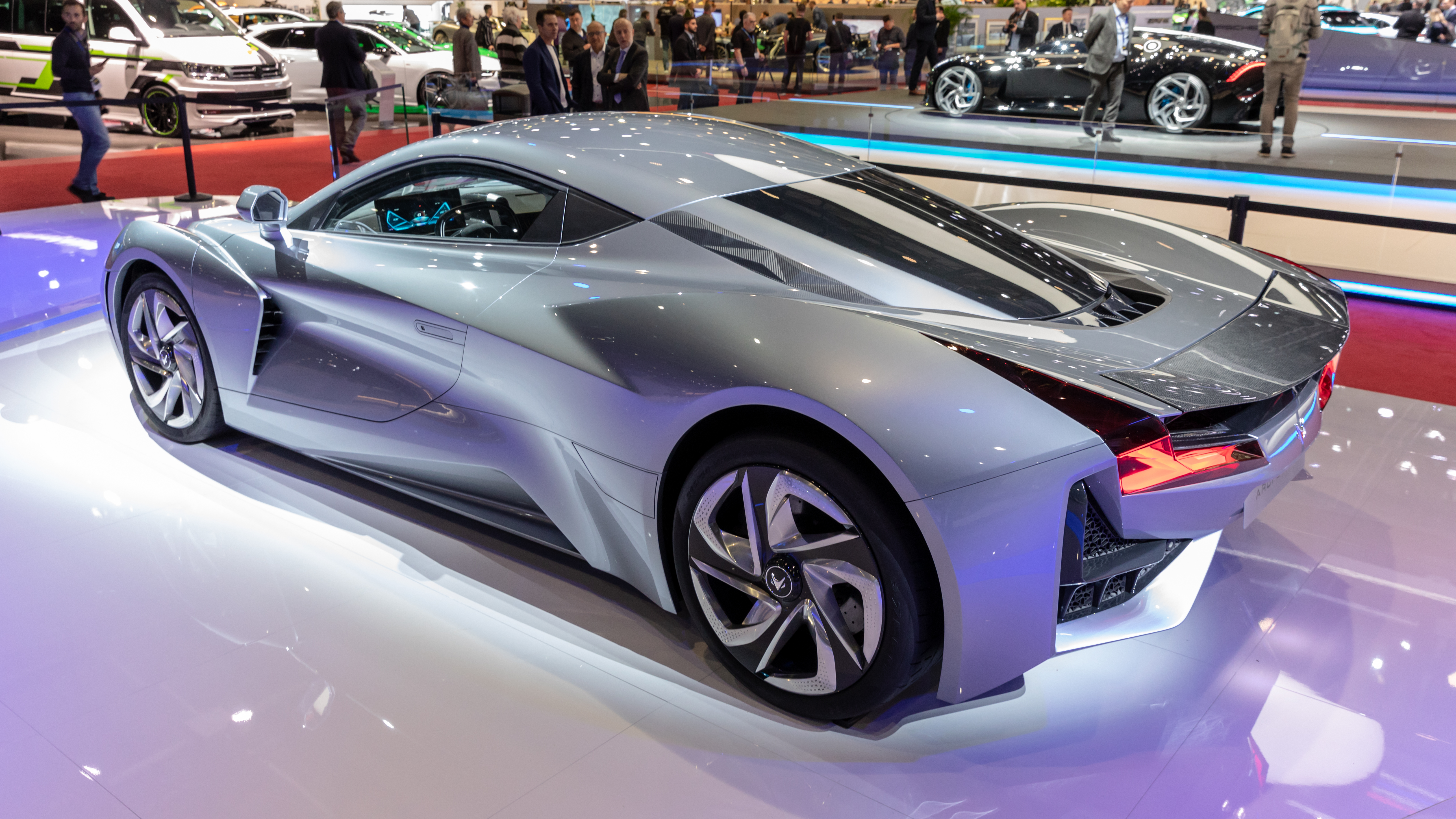
BAIC Arcfox-GT Street
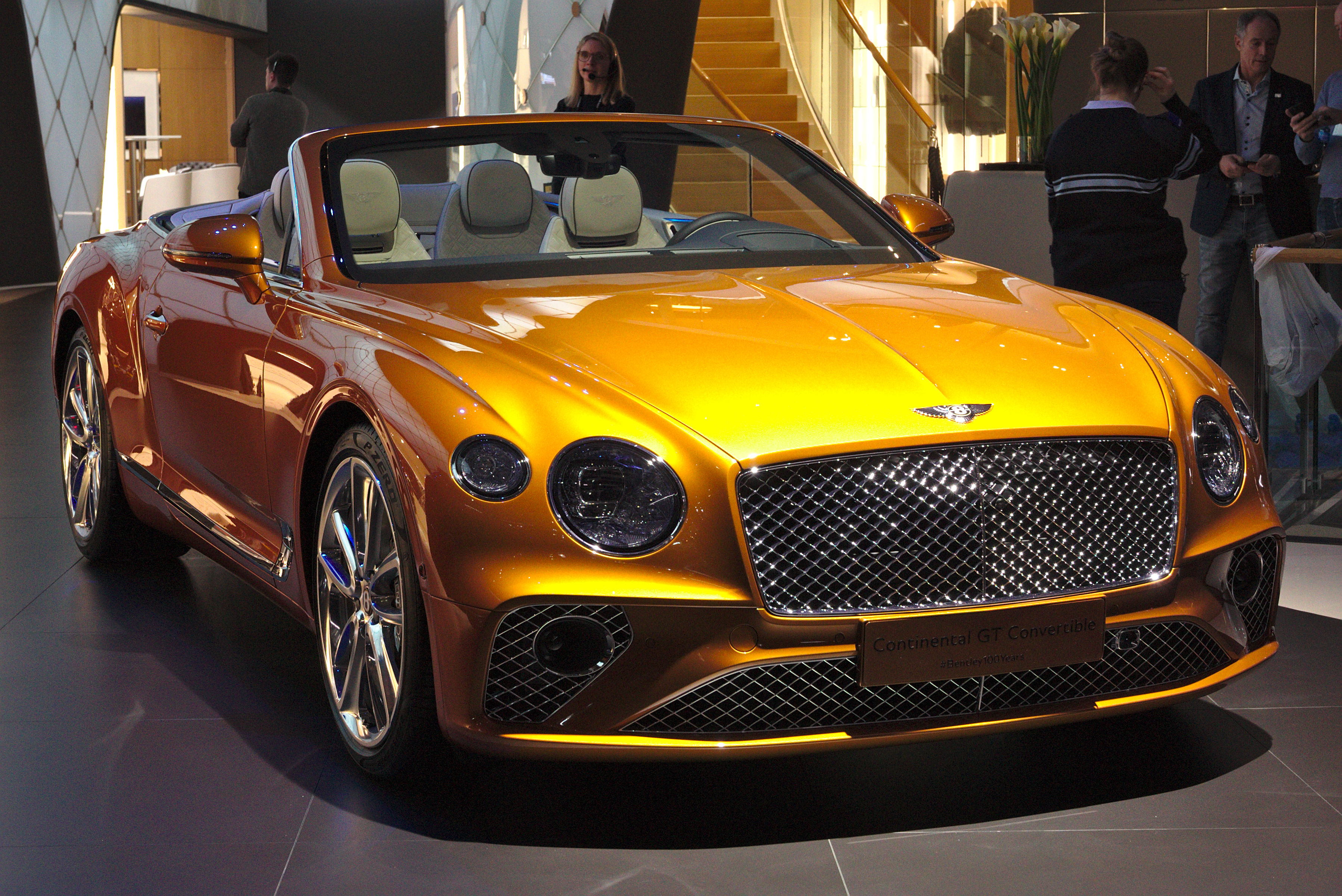
Bentley Continental GTC
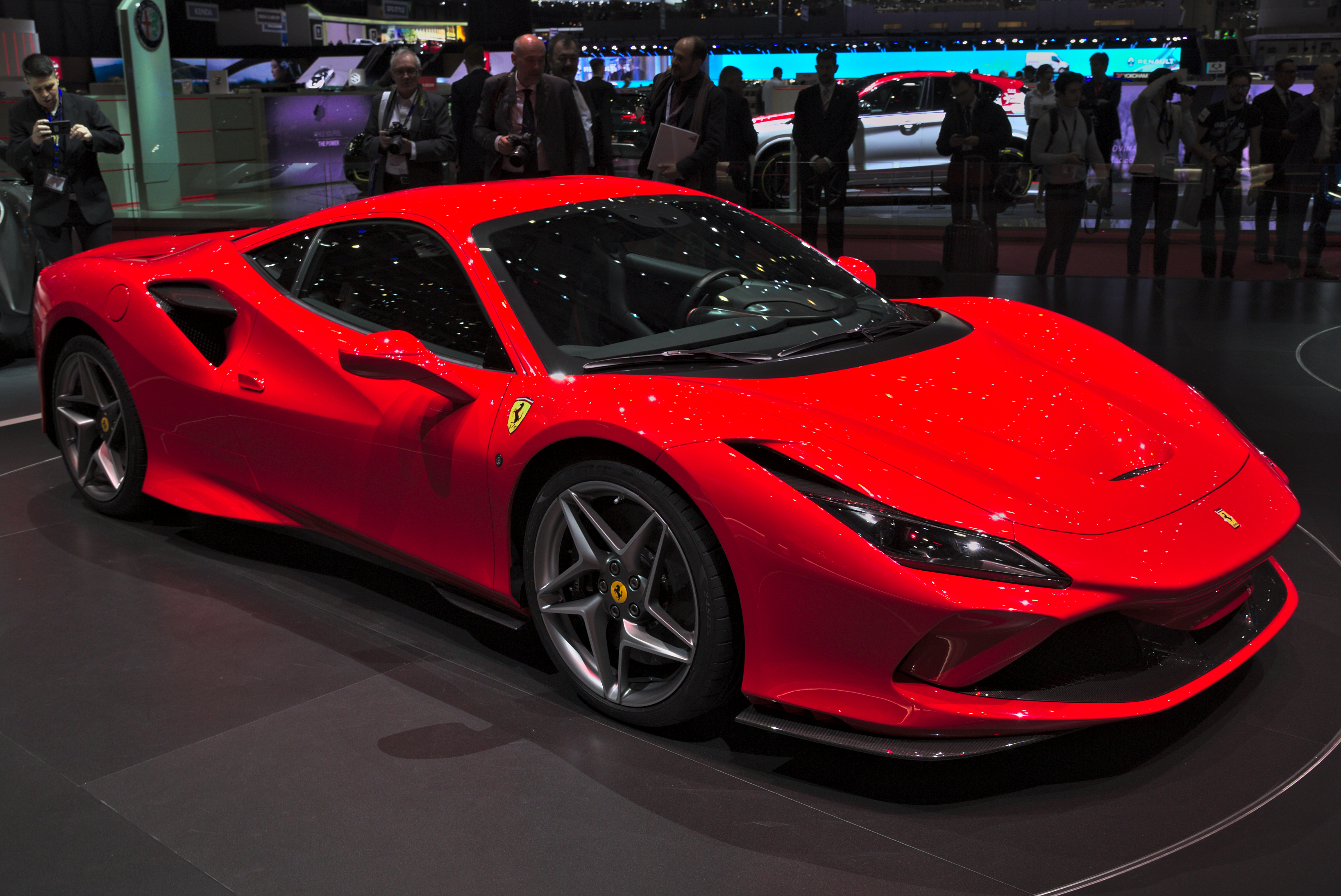
Ferrari F8 Tributo
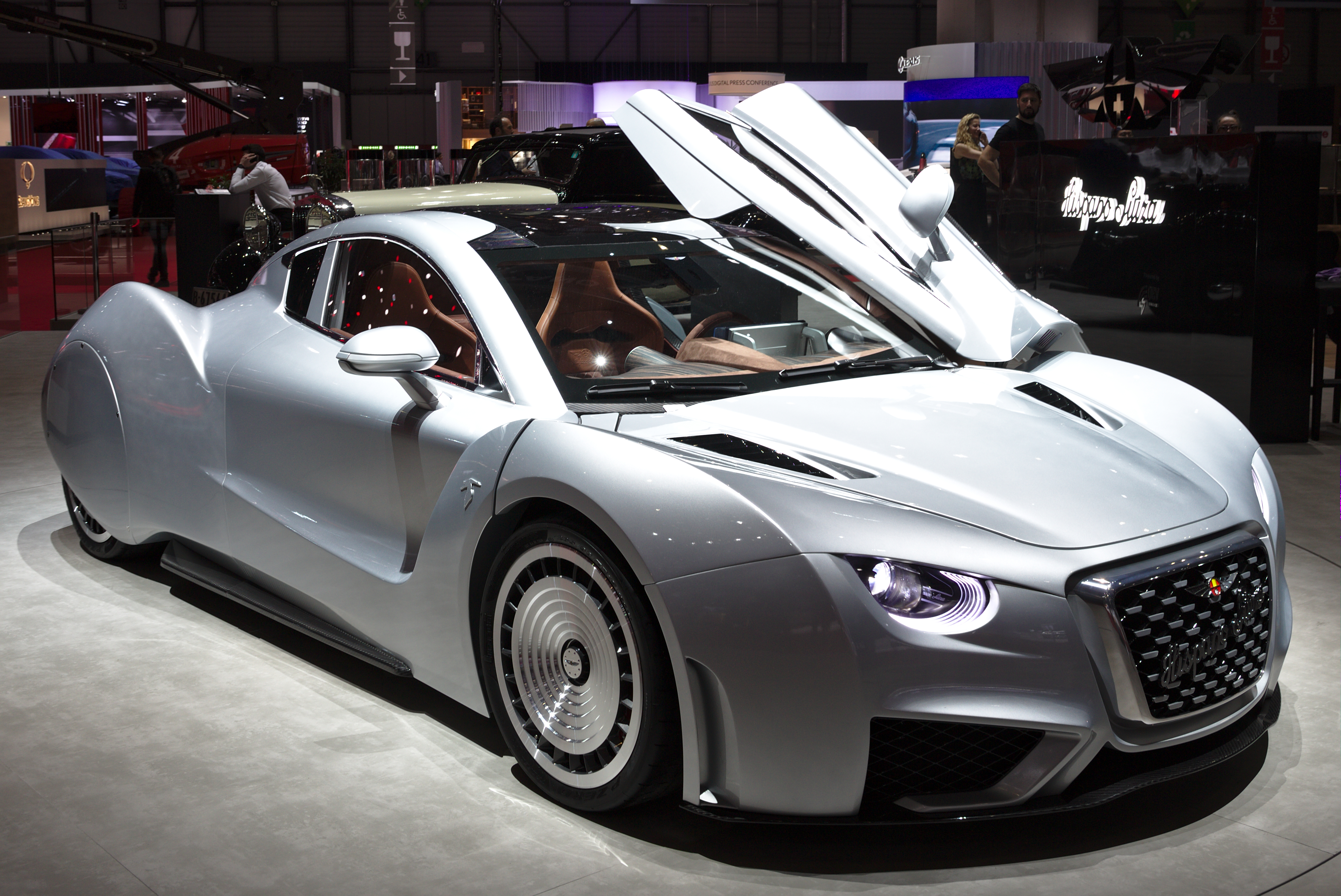
Hispano-Suiza Carmen
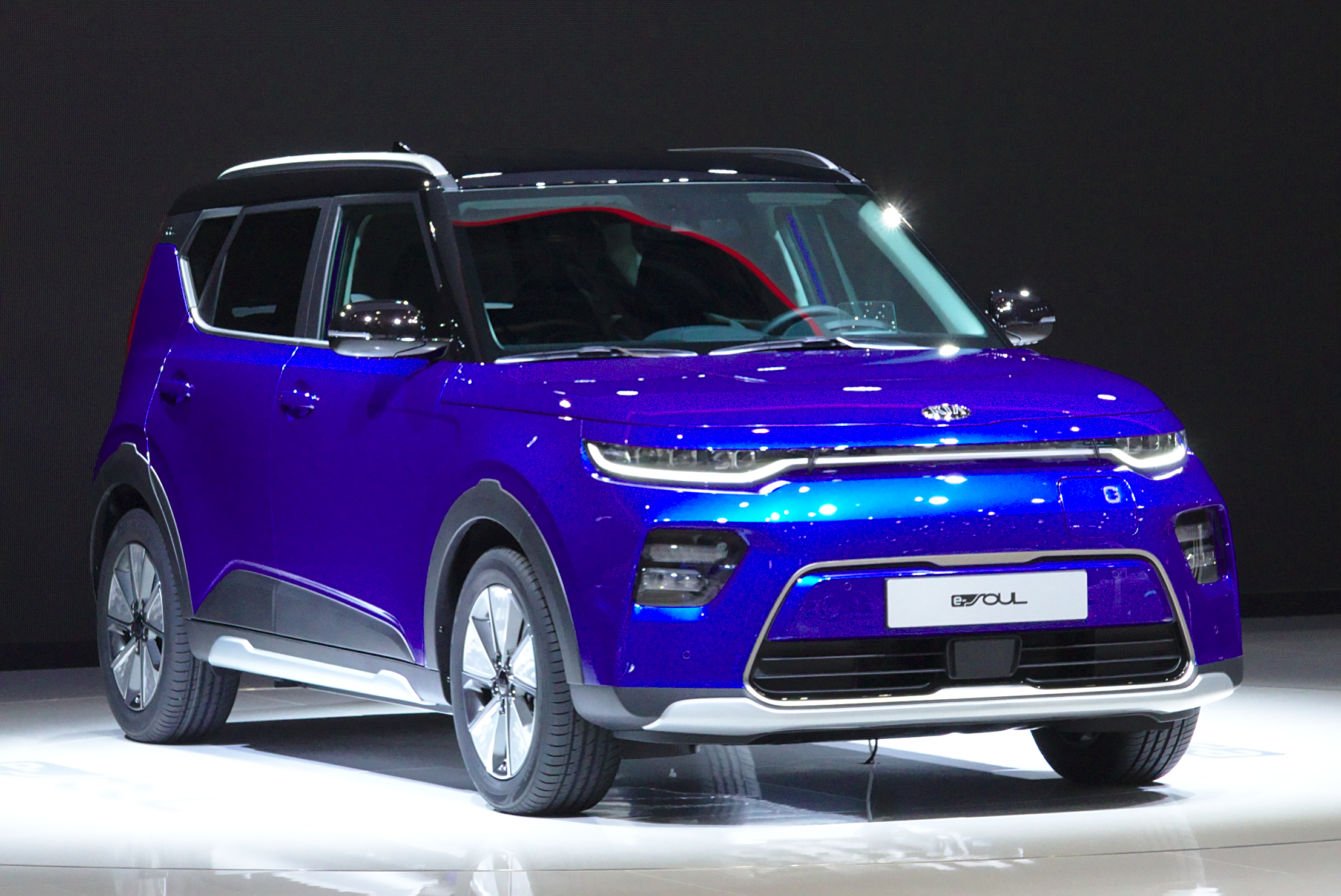
Kia e-Soul
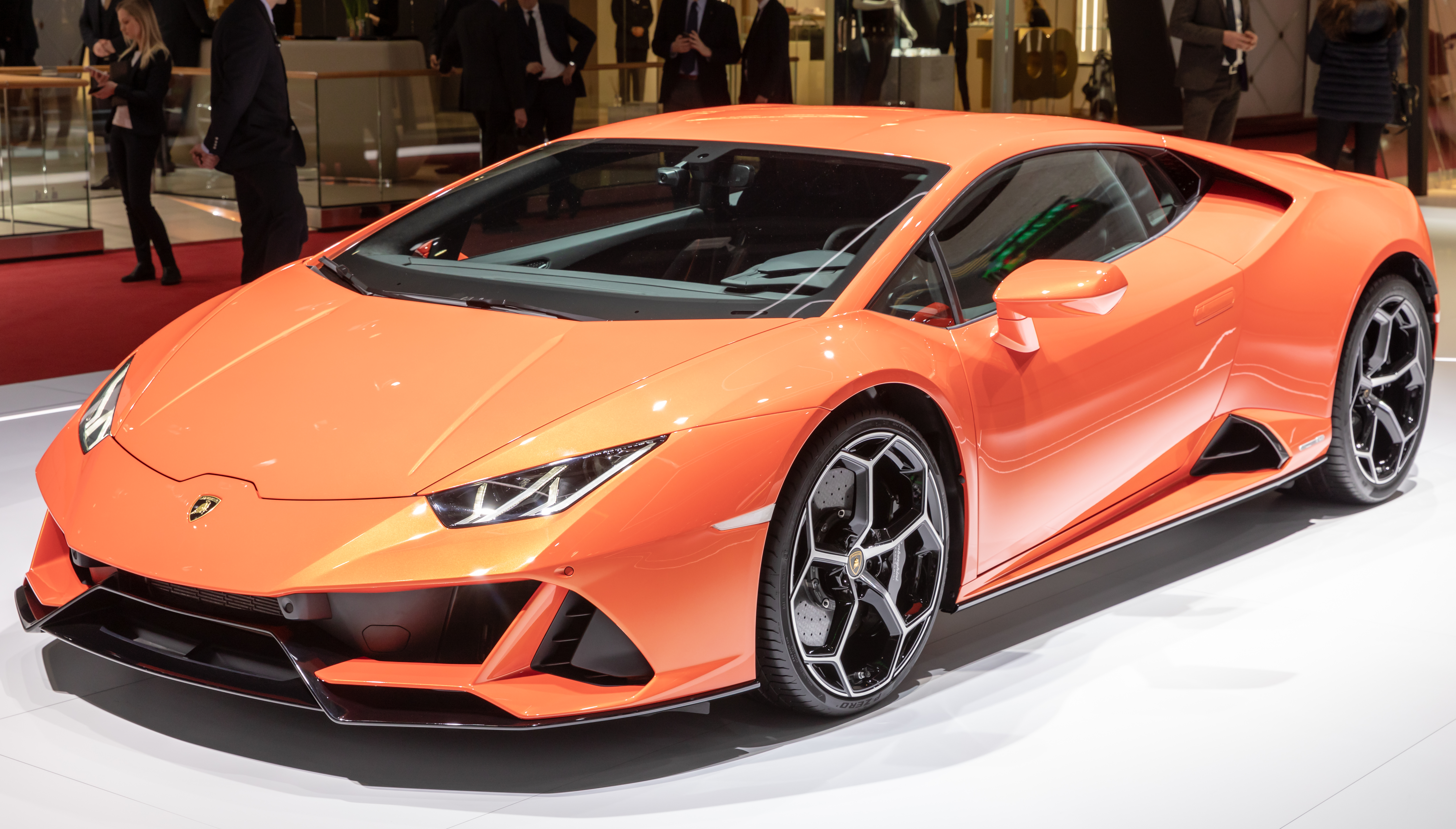
Lamborghini Huracán Evo
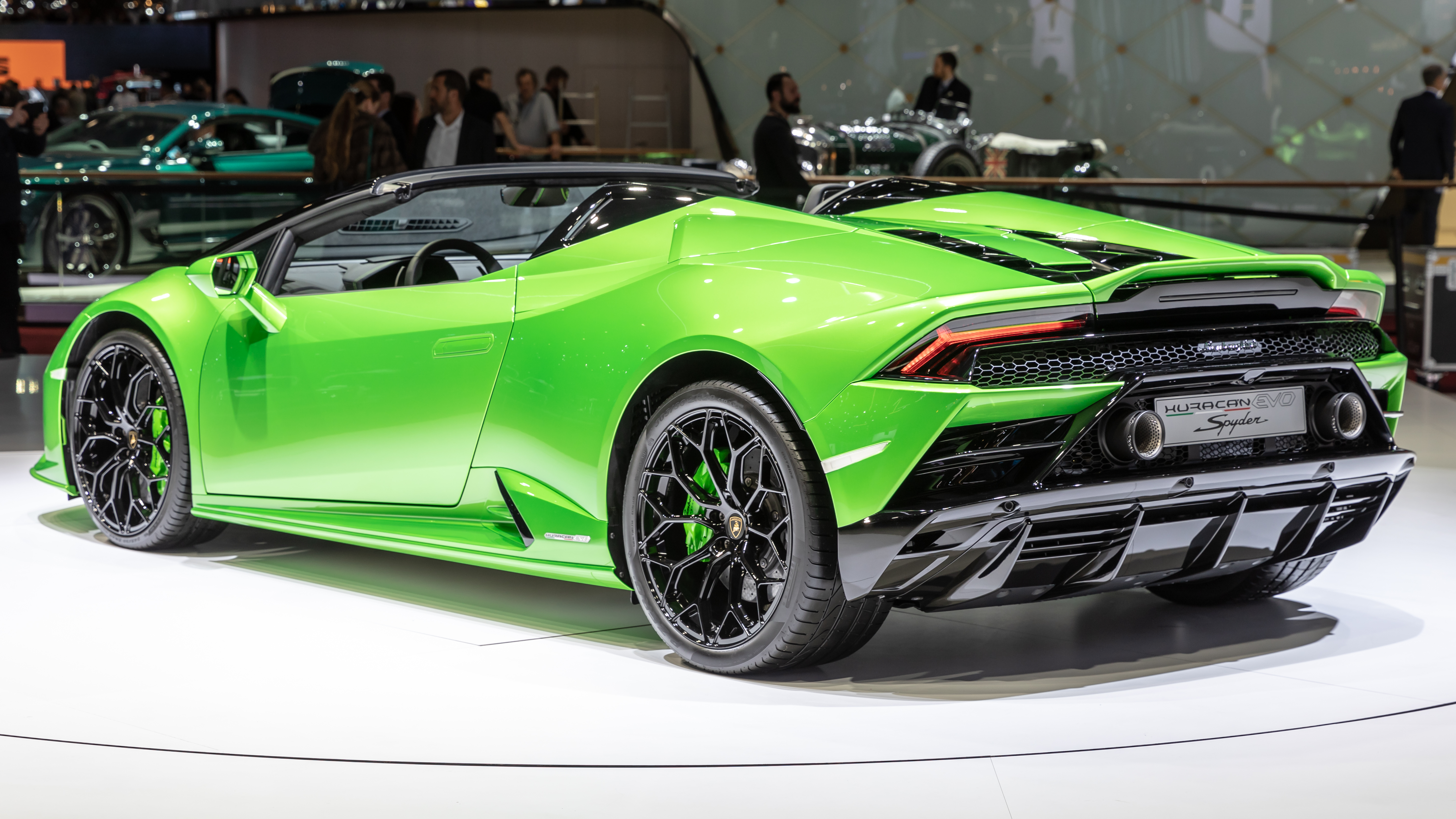
Lamborghini Huracán Evo Spyder
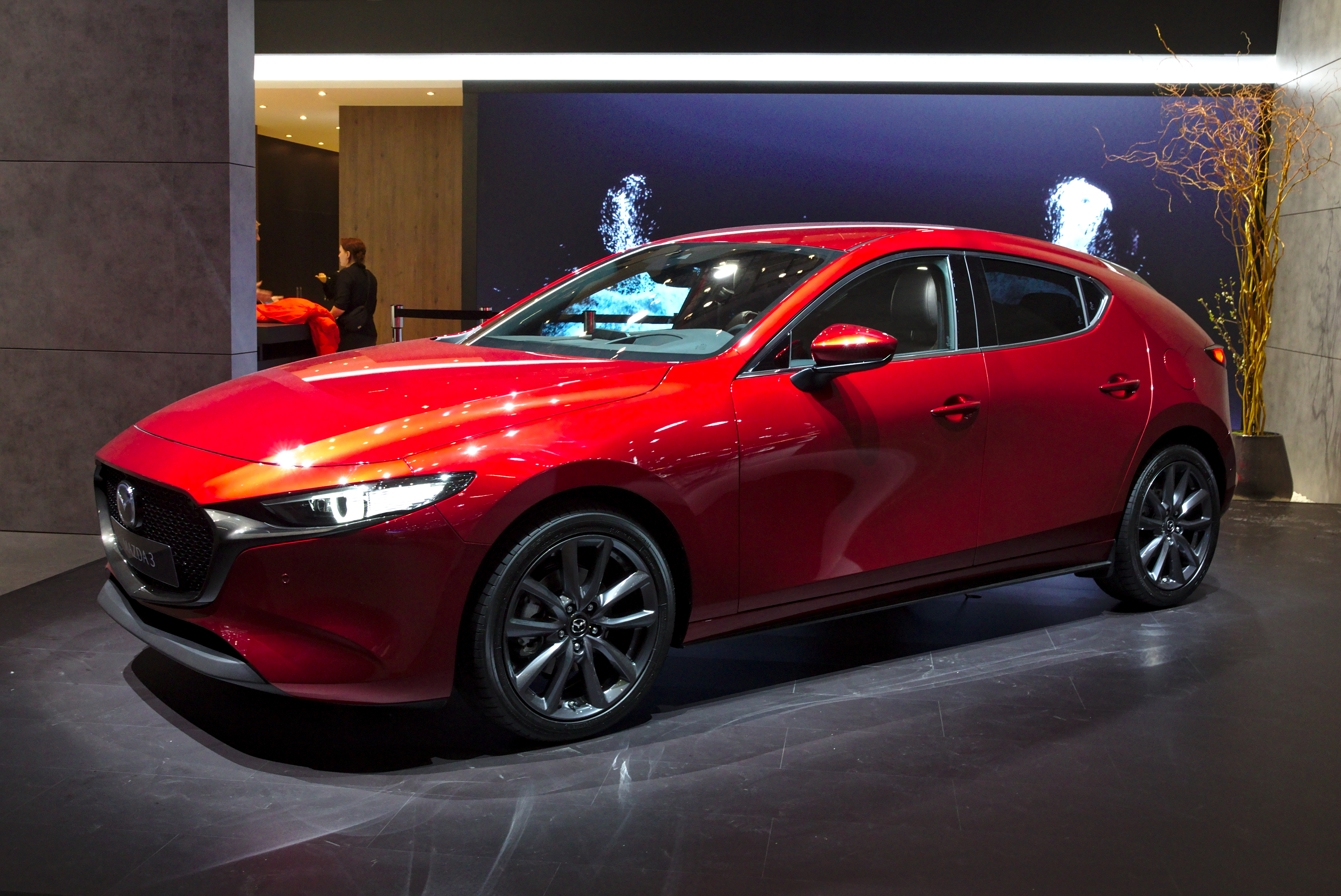
Mazda 3
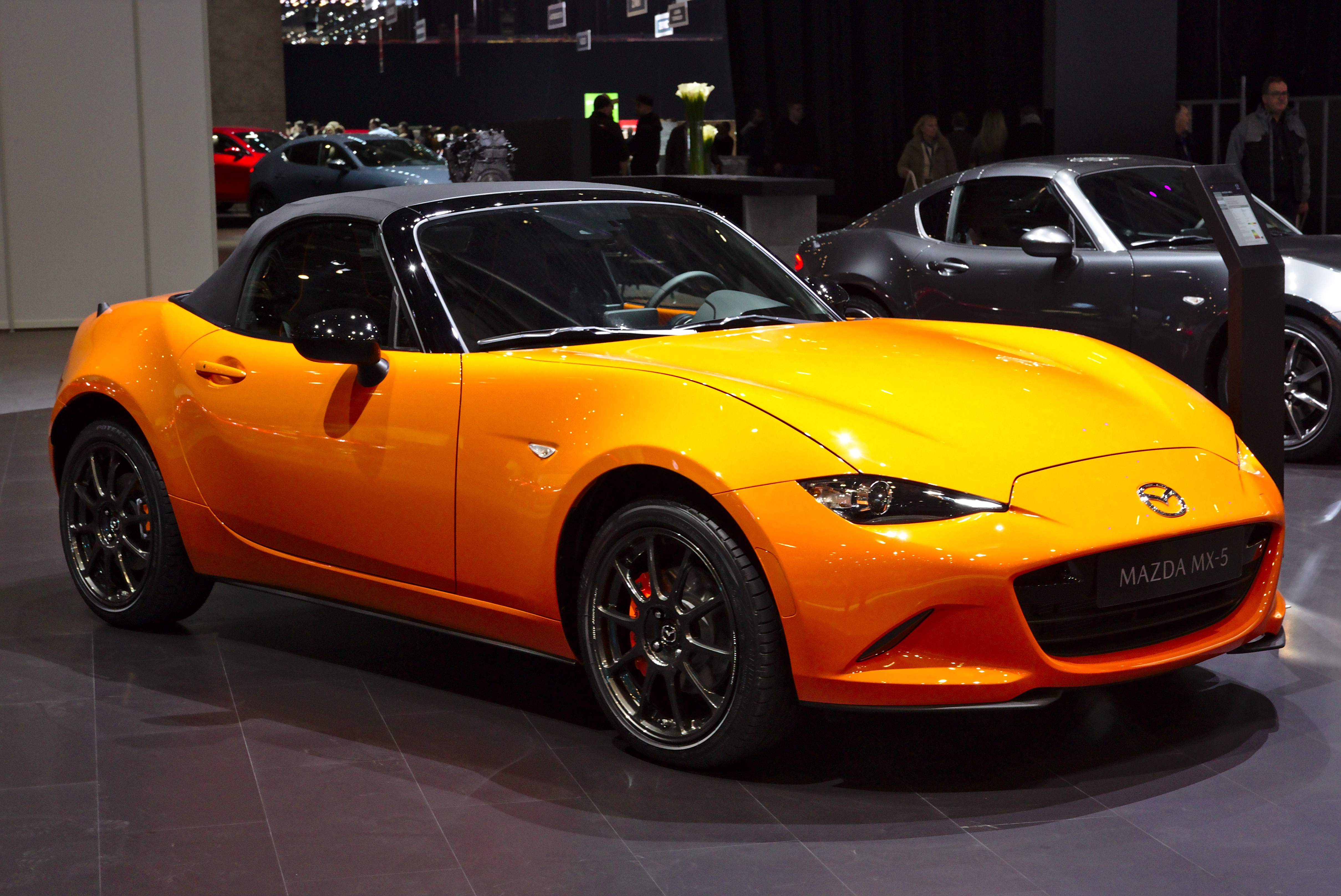
Mazda MX-5 30e anniversaire
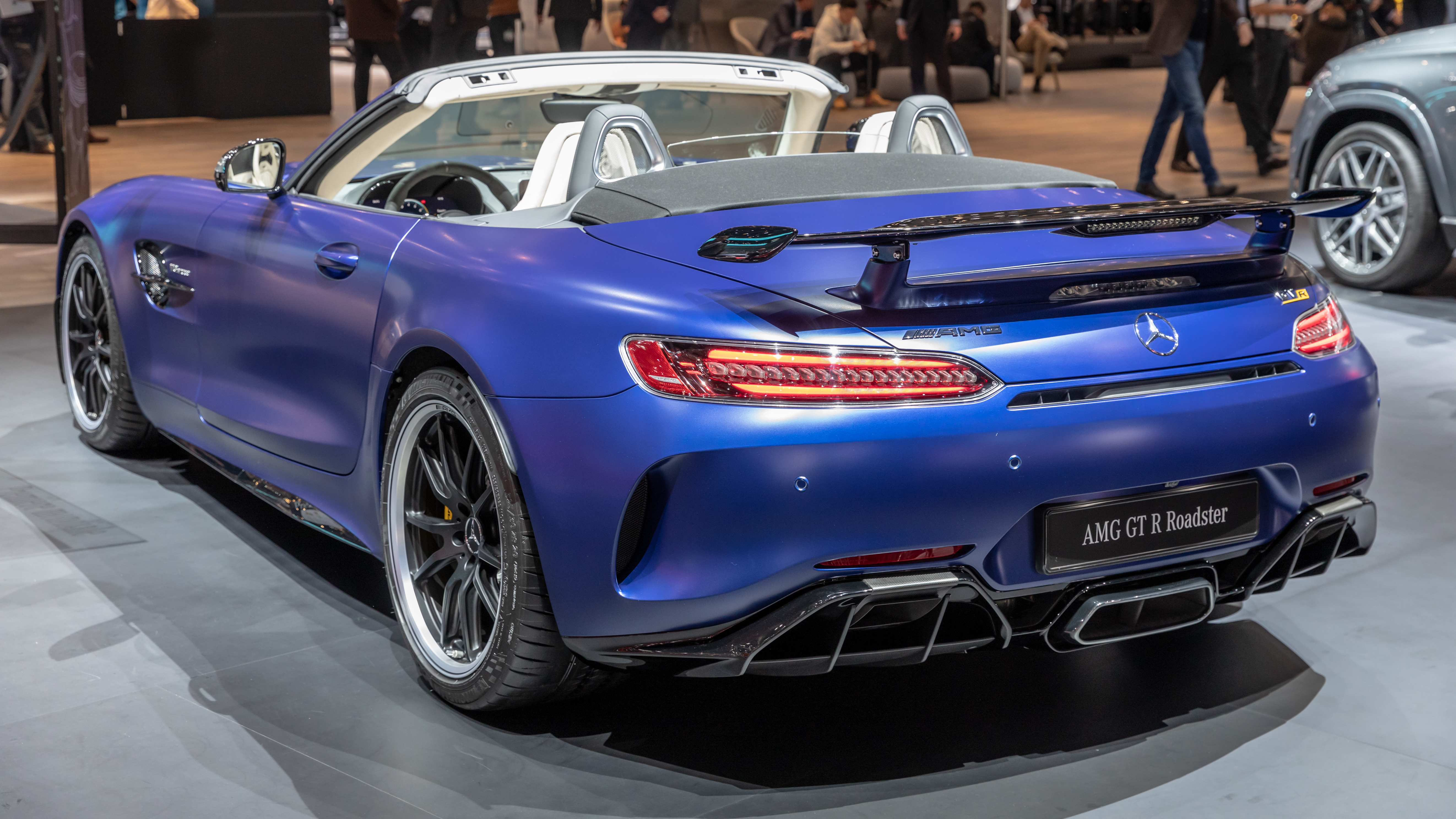
Mercedes-AMG GT R Roadster
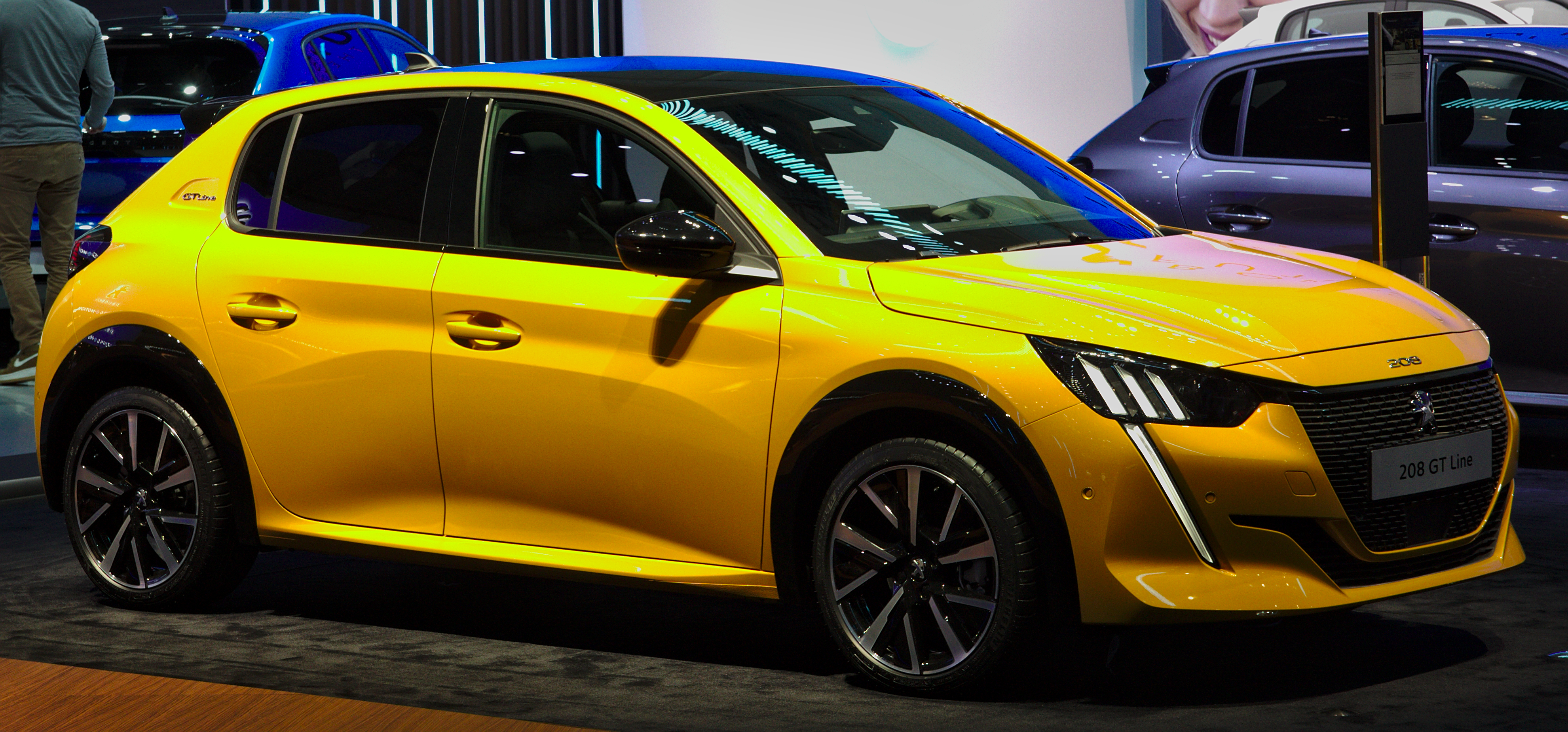
Peugeot 208
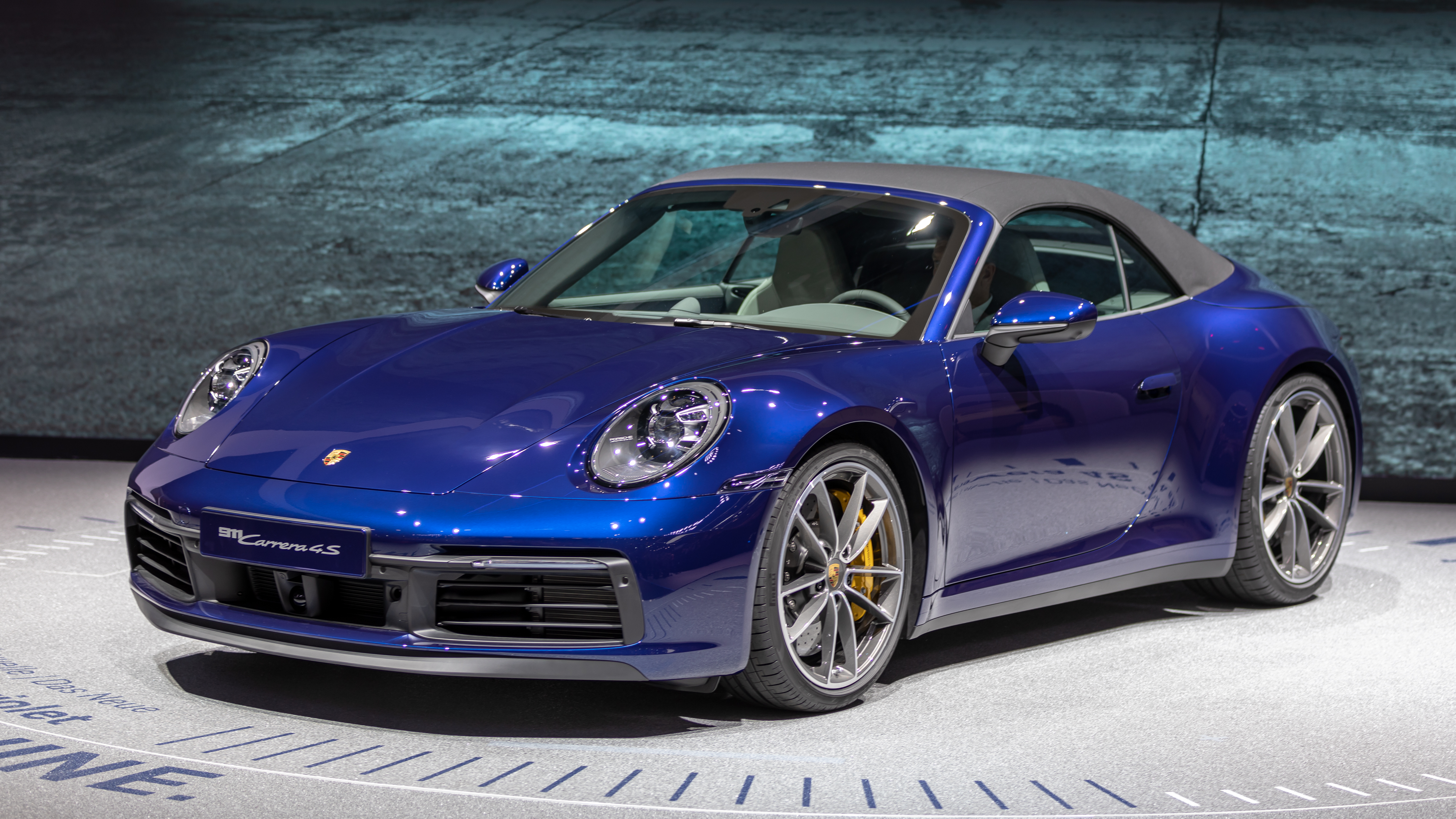
Porsche 911 Cabriolet
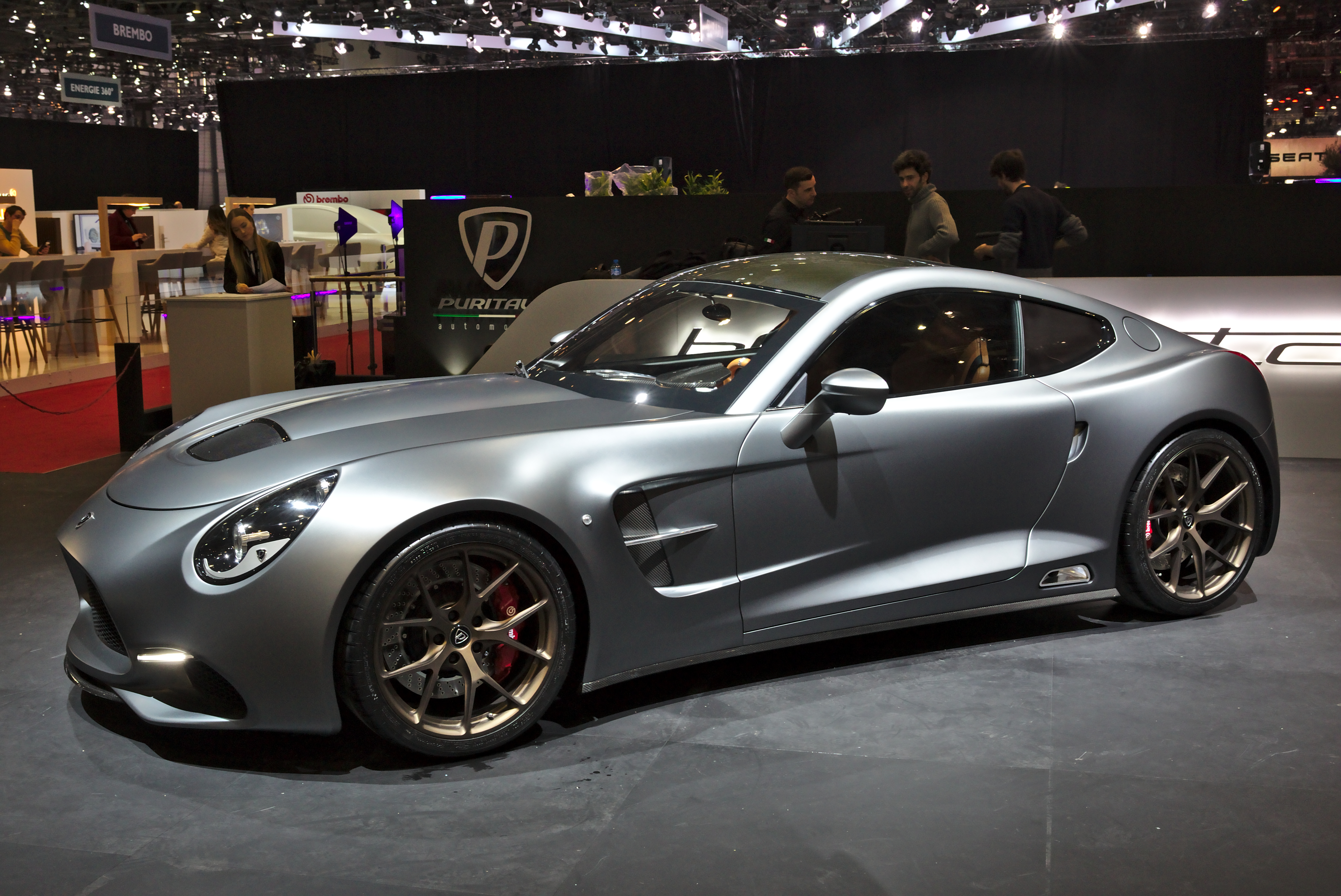
Puritalia Berlinetta
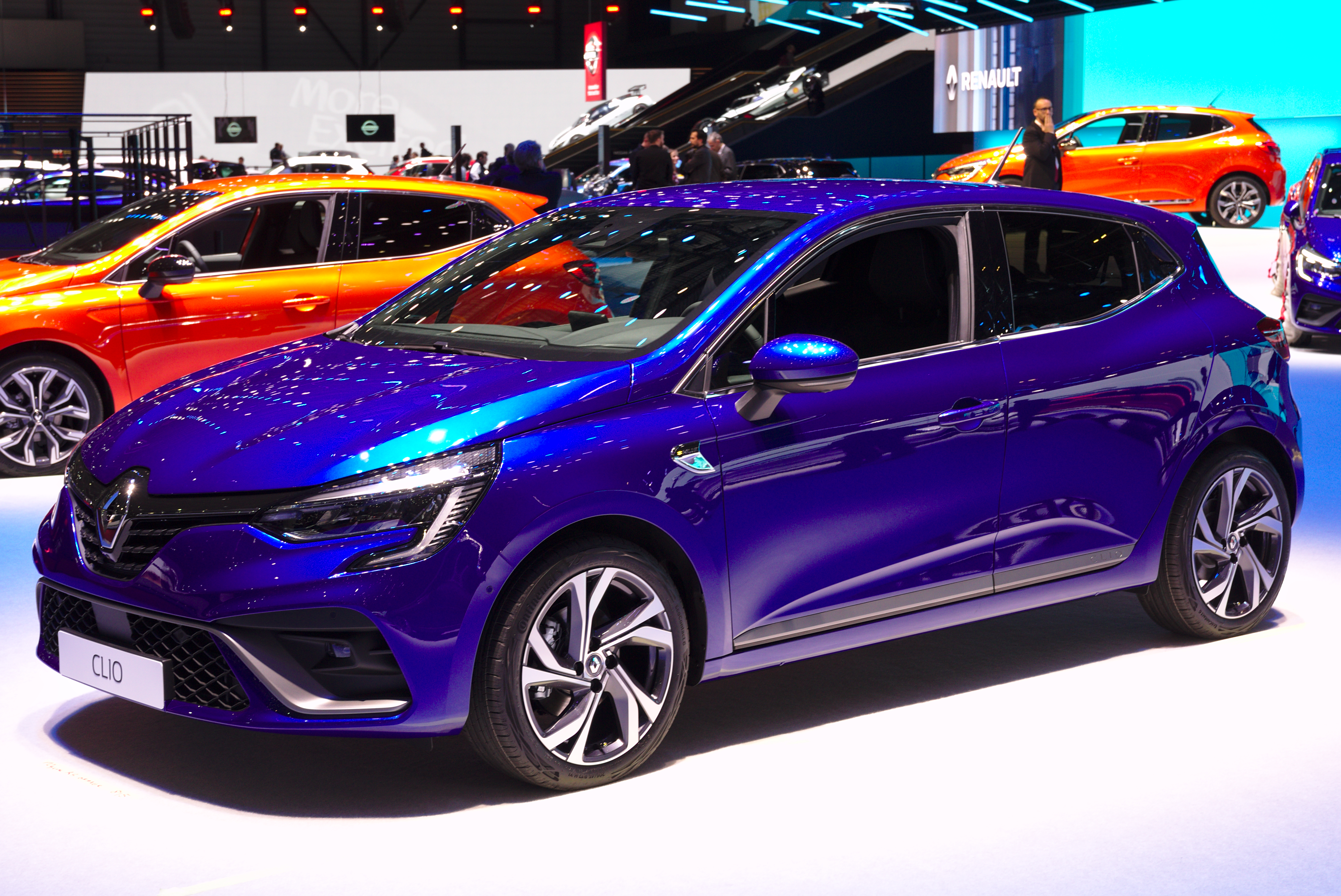
Renault Clio V
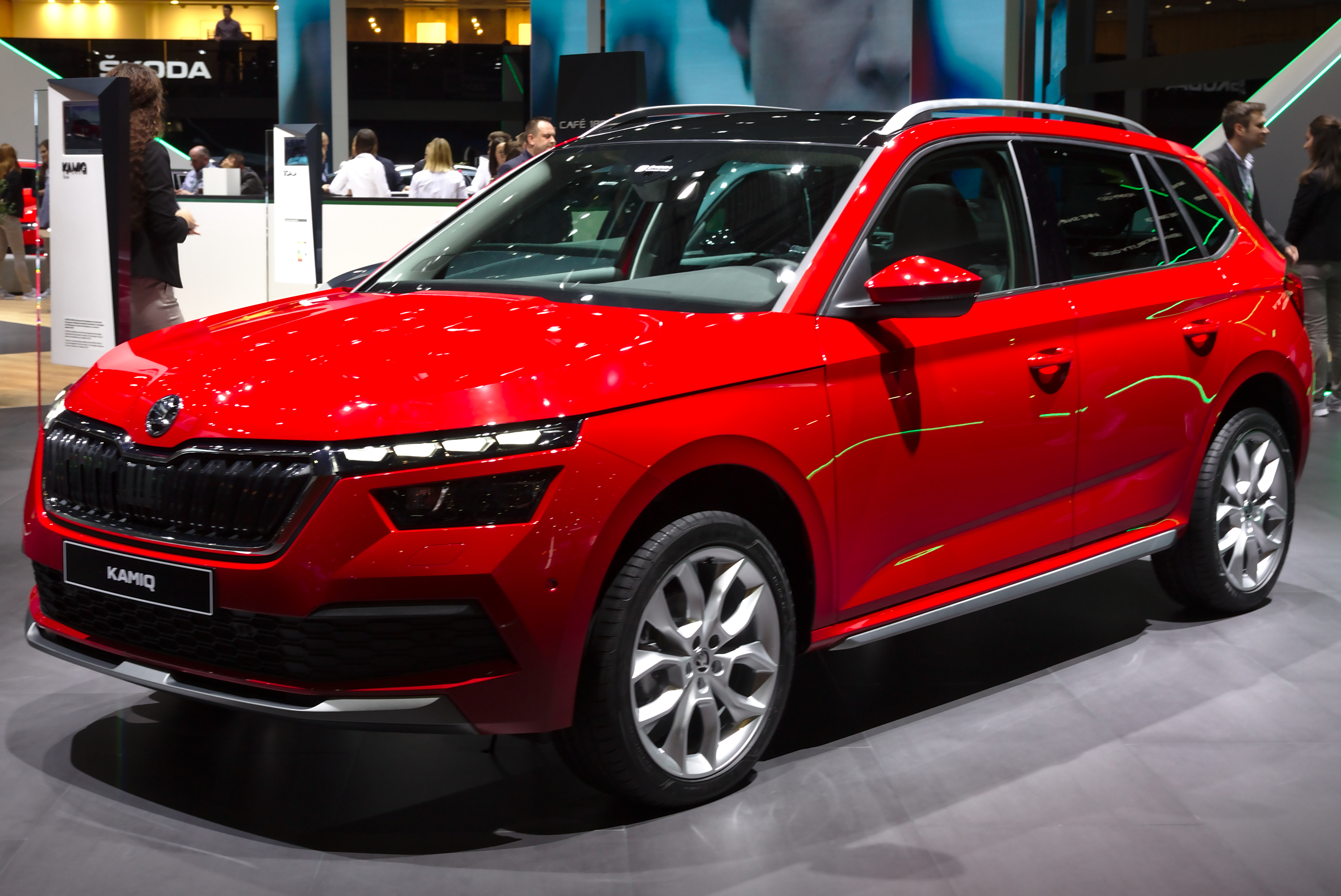
Škoda Kamiq
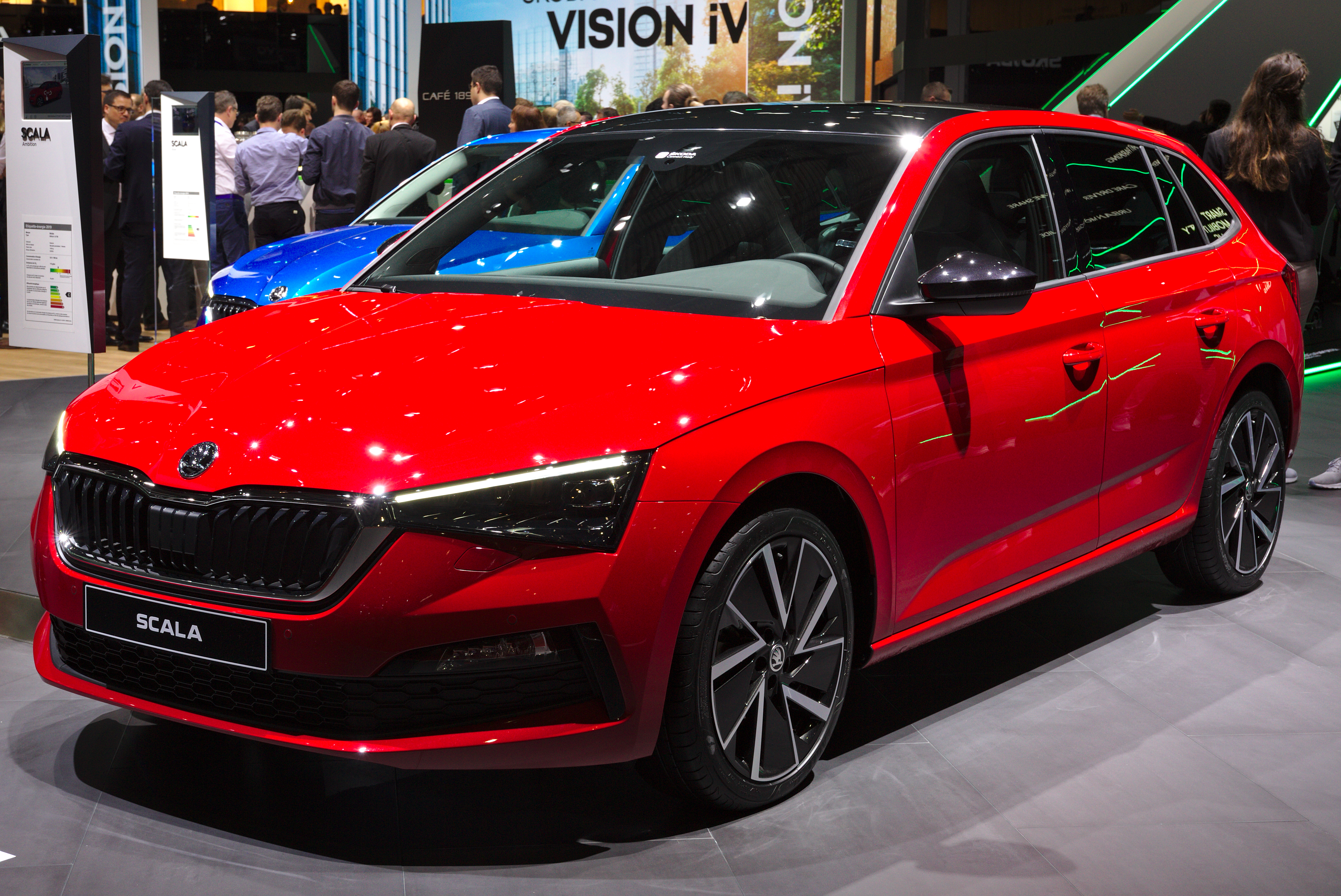
Škoda Scala
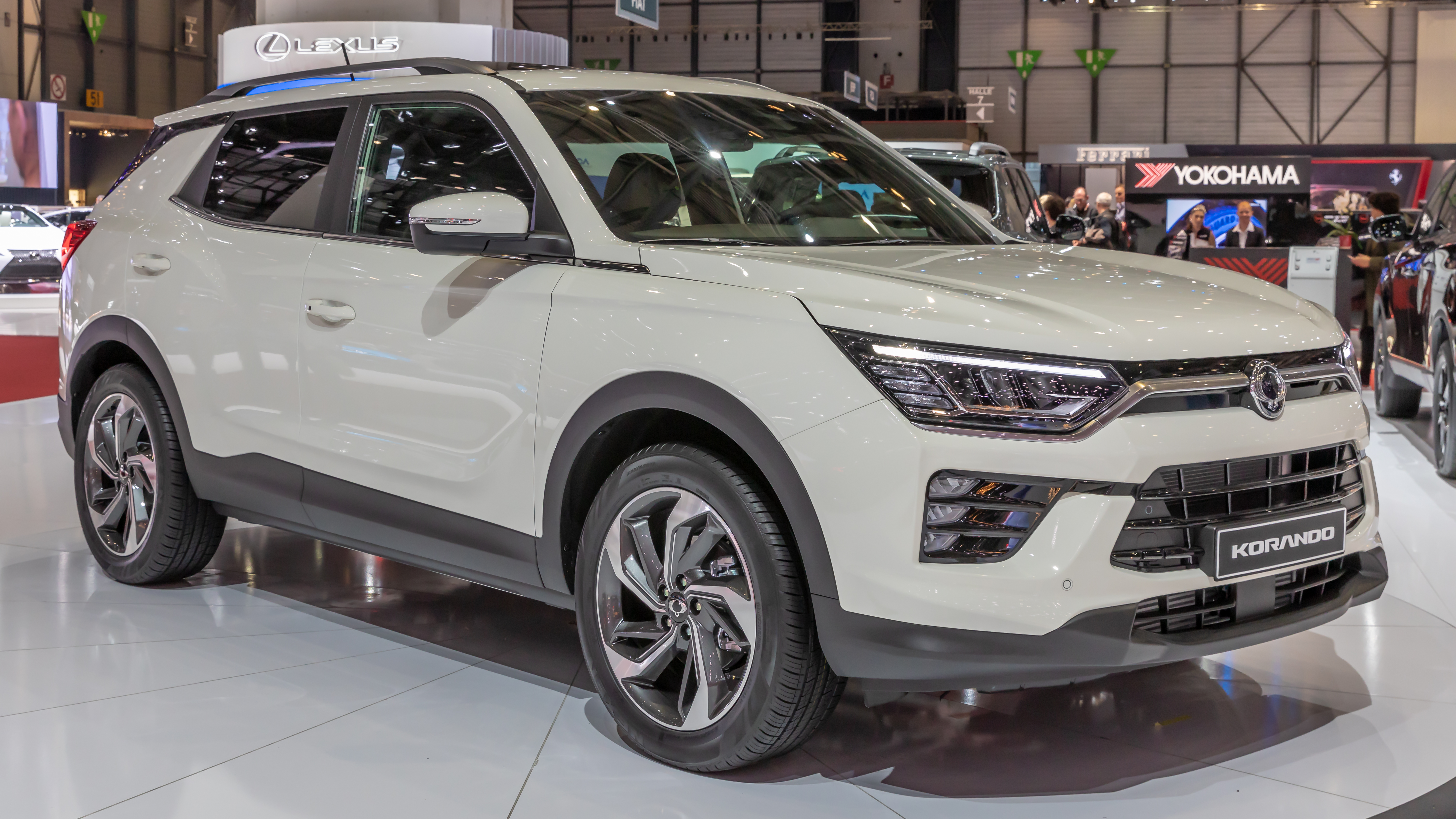
SsangYong Korando
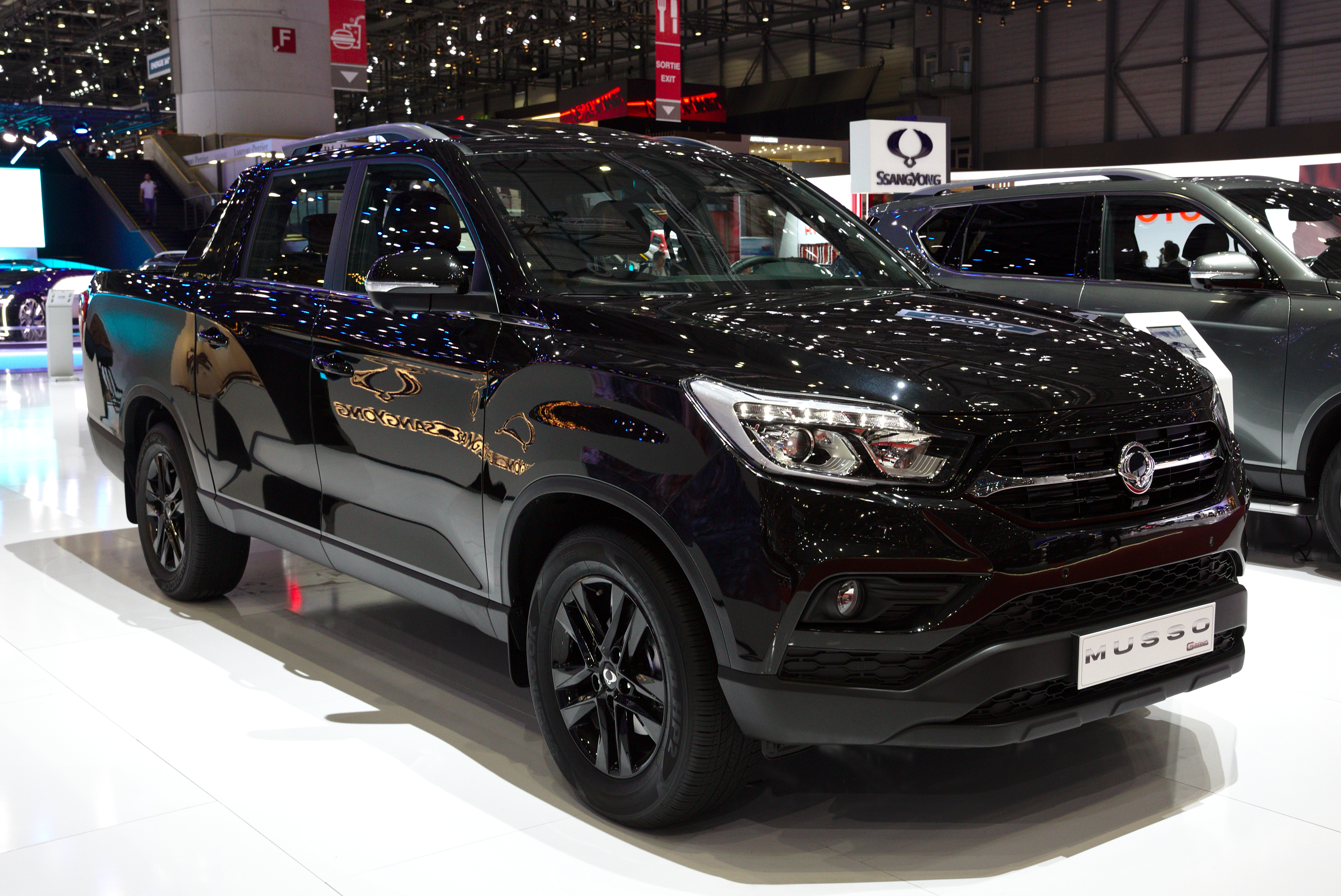
SsangYong Musso Grand
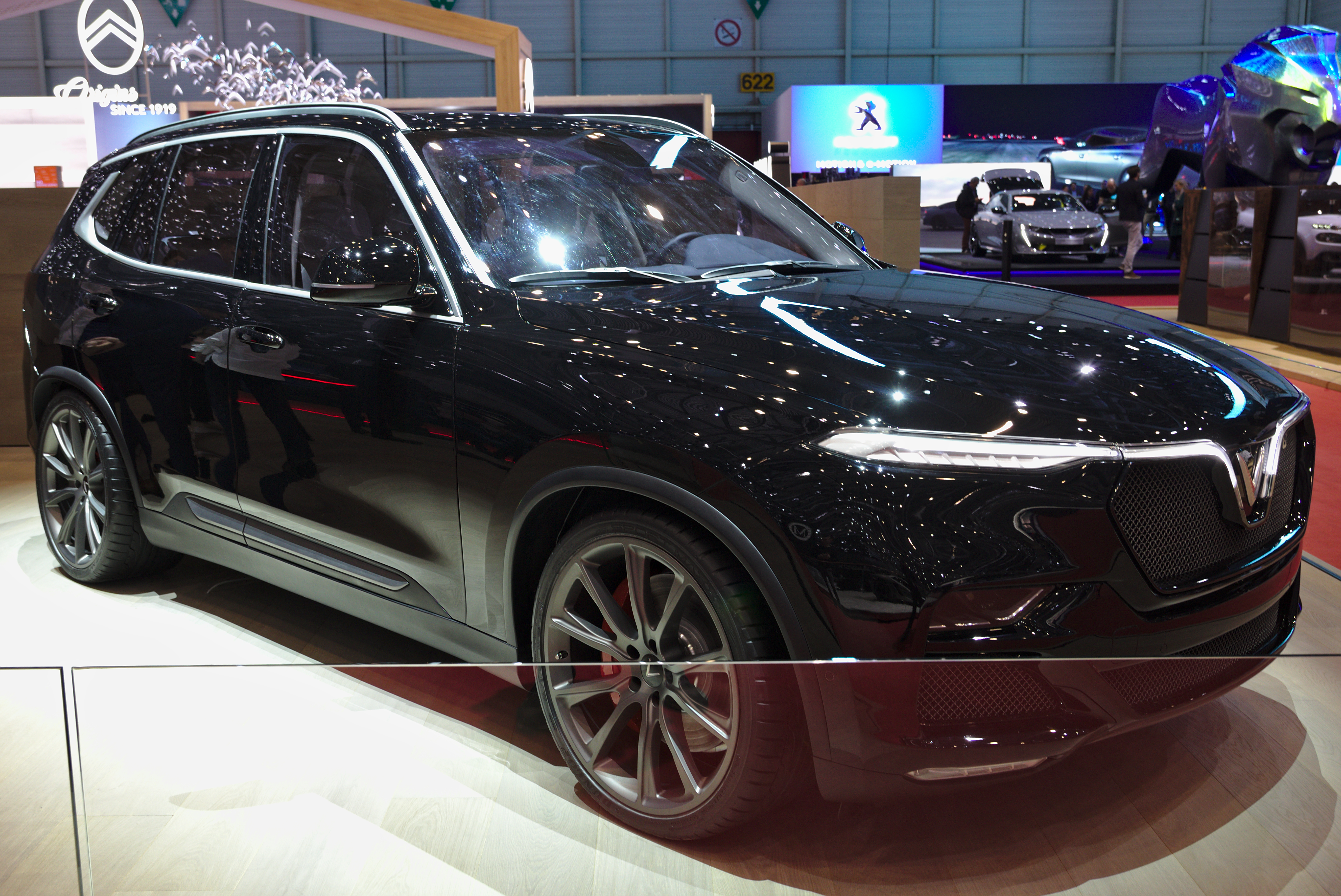
Vinfast Lux V8
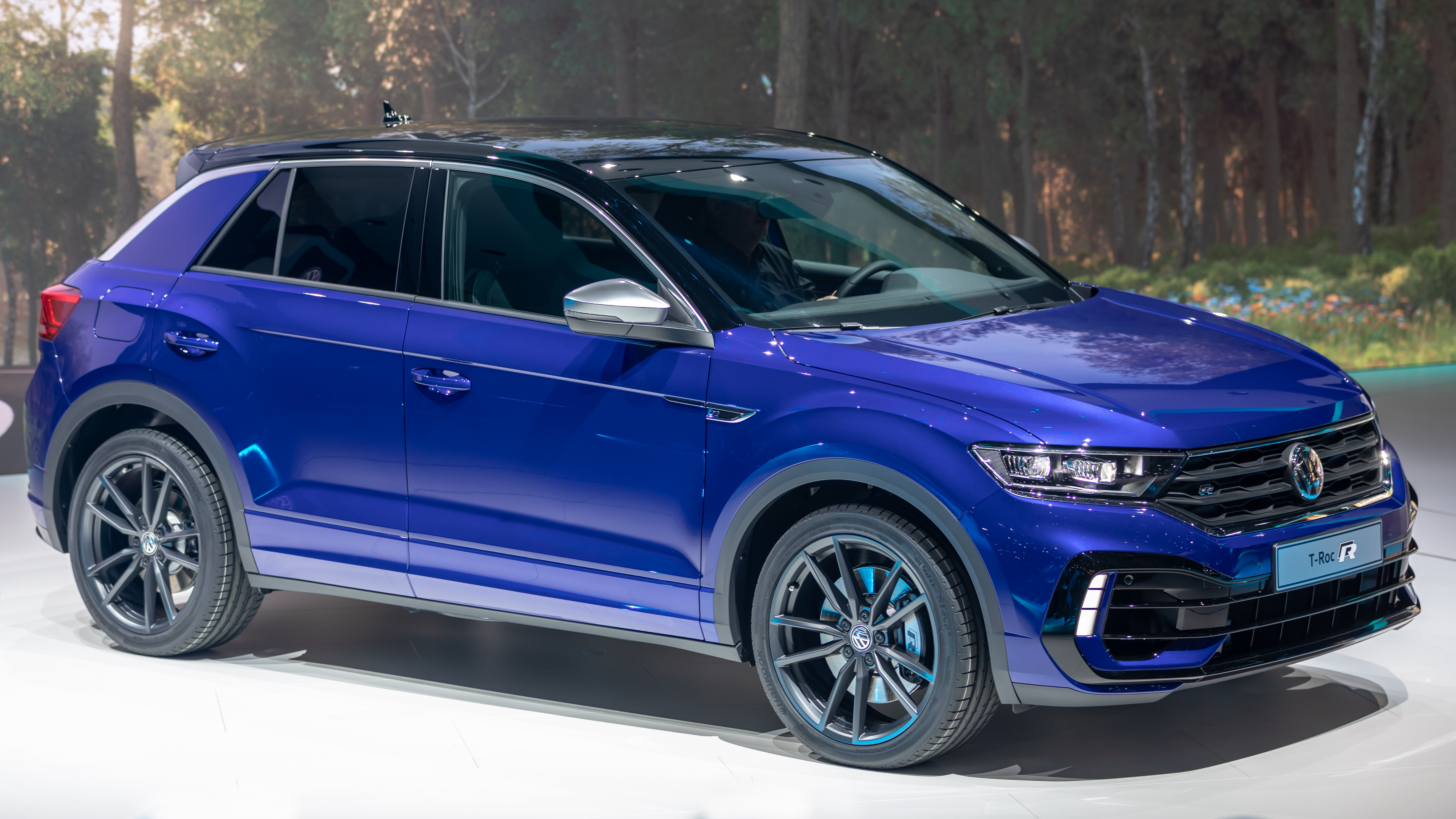
Volkswagen T-Roc R

### Thập niên 1990

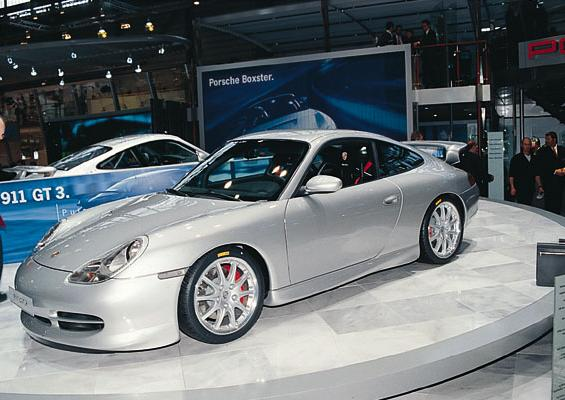
Porsche 911 GT3 Type 996 năm 1999

### Thập niên 1920

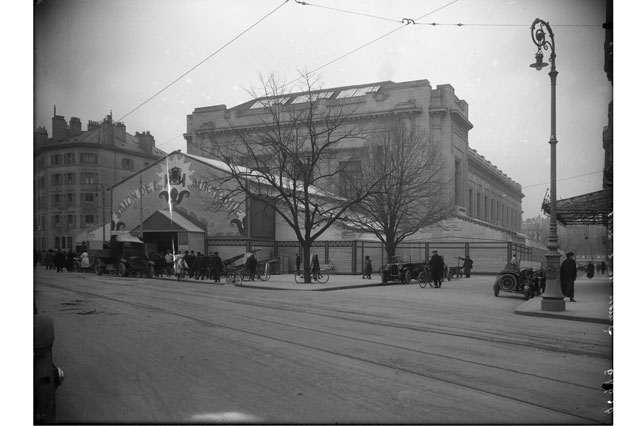
1923
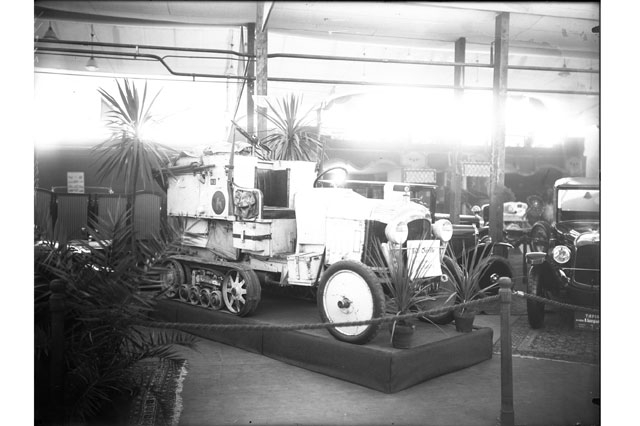
Geneva Motor Show năm 1924
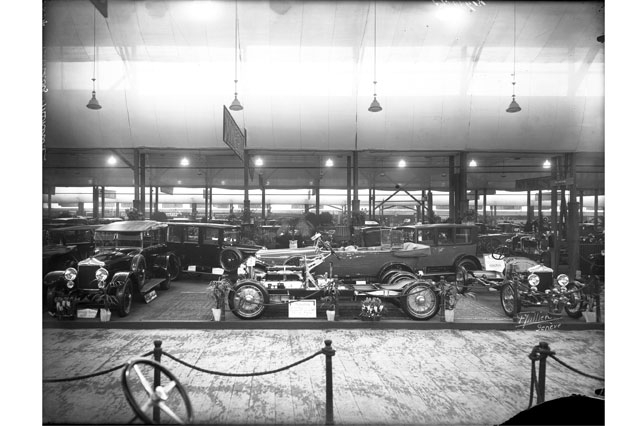
Geneva Motor Show năm 1925